# Chamical
Chamical es la ciudad cabecera del departamento Chamical, en la provincia de La Rioja, Argentina. Este departamento, localizado en la "Costa Baja" de los Llanos Riojanos, se halla atravesado por la sierra de los Llanos, que da nacimiento al uadi Tirante y a numerosos arroyos que bajan desde los cerros para desaguar en el embalse Carlos S. Menem, el cual brinda tanto riego para las granjas aledañas como agua potable para el ejido urbano de Chamical.
Chamical está localizado, yendo por la  RN 38  y sus continuaciones, a una distancia de 135,2 km de la ciudad de La Rioja, 76 km del límite con la Provincia de Córdoba, unos 300 km de la Ciudad de Córdoba, unos 700 km de Rosario y unos 1000 km de la Capital Federal. Mediante la  RN 79 , se halla a 32 km de distancia de la vecina localidad riojana de Olta.
Chamical es considerada la "capital provincial del tango".

## Reseña histórica

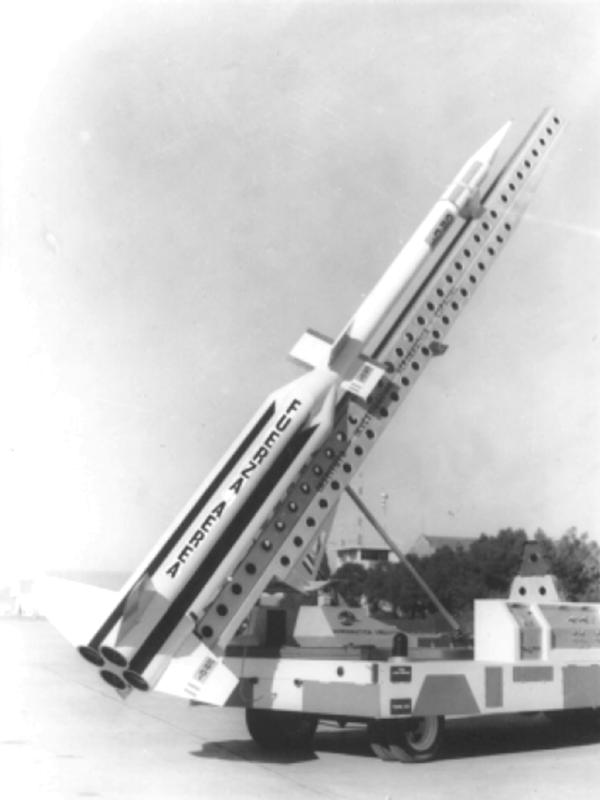
Cohete Castor en el CELPA de Chamical.

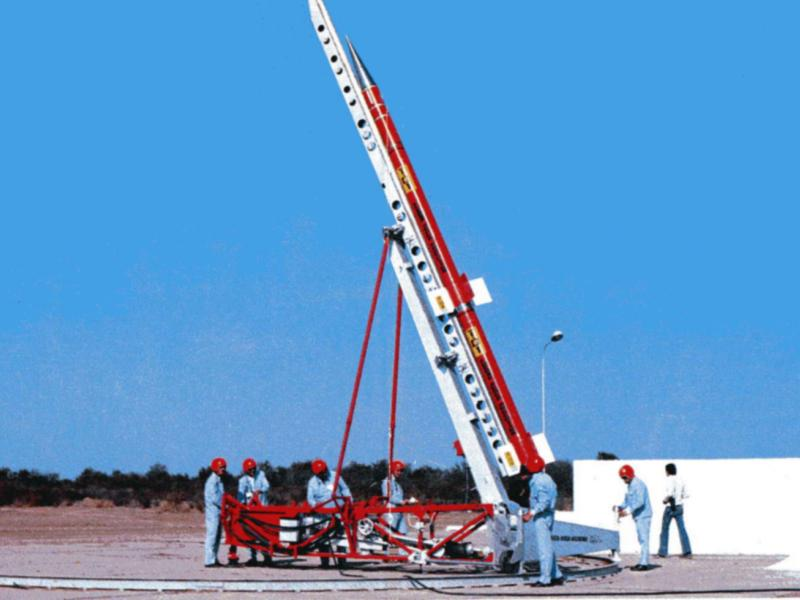
Cohete Tauro en el CELPA de Chamical.

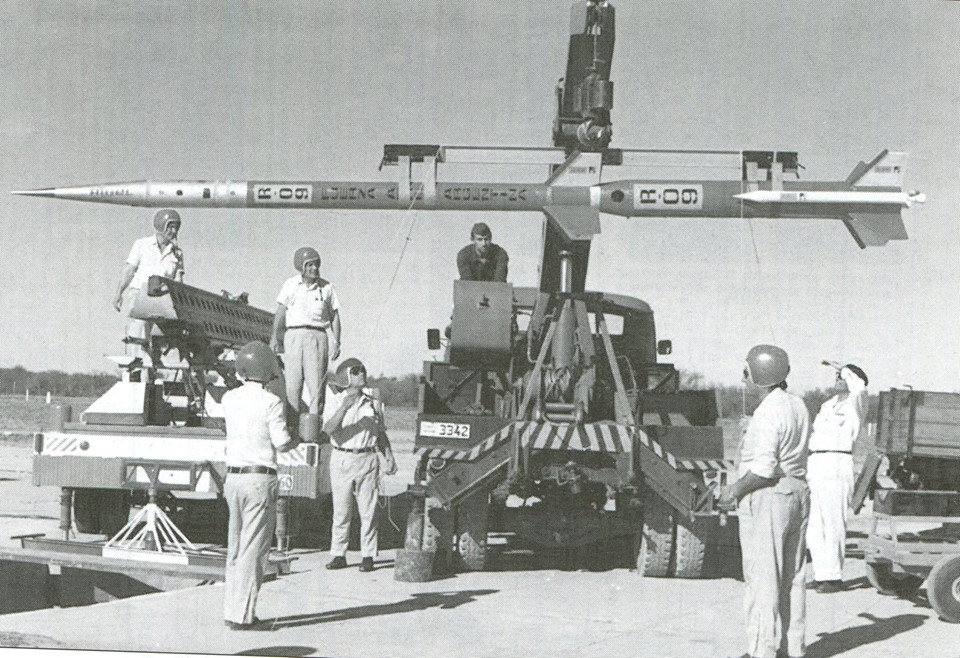
Preparativos para lanzar al espacio el cohete experimental Rigel en el año 1967.

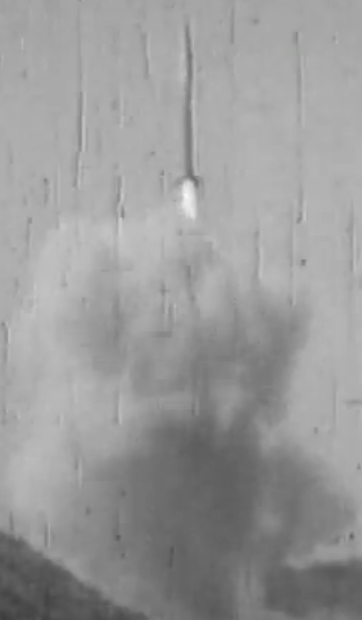
Blast-off del vector Canopus II, transportando al monito Juan en la cápsula Amanecer. Año 1969.

La tribu olongasta de la etnia diaguita fundó Polco Arriba. Luego su población migró al este hacia algunos ojos de agua, denominándose Polco Abajo, y actualmente llamándose Villa Veraniega de Polco, quedando el territorio integrado al área criolla de cultura mestiza en el siglo XVII.
- 1840, el pionero Juan P. Luna llega a lo que hoy es Chamical y realiza una perforación para hacer un "pozo de balde", encontrando agua potable a unos 8 m de profundidad; este hecho habría de atraer más colonos.
- 1841, se constituye el poblado de Los Baldes. Como en la región crecía mucho el arbusto medicinal llamado chamico, le llamaron "Zanja del Chamical" y luego al puesto "Baldes del Chamical".
- 1860, el boliviano María Orguin abrió una escuela en un rancho, enseñando a leer y escribir por 50 centavos mensuales, concurriendo también adultos.
- 1865, el poblado se extiende hacia el este, adquiriendo mayor importancia. Cuando sus habitantes tuvieron que cavar más pozos, descubrieron dos napas subterráneas distintas: una de agua dulce y la otra salobre.
- 1869, la zona cuenta con 881 habitantes.
- 1872, el gobernador Pedro Gordillo contrató al agrimensor Juan Carponi para que diseñe y construya una urbanización localizada 2 leguas (unos 10 km)(según vuela el pájaro) al este de la sierra de los Llanos y del antiguo Camino Real. Según Gordillo, la población estaría al costado de las vías del ferrocarril y de un nuevo camino directo, uniendo las ciudades de La Rioja y Chilecito con la ciudad de Córdoba. La justificación de esta nueva localidad fue el contrato firmado entre el gobernador y la empresa británica Crawfford para construir el cablecarril a la "Mina La Mejicana" en el cerro Famatina, cerca de Chilecito, porque era necesaria una parada hídrica (water stop, de los anglosajones) para el ferrocarril. Carponi -uno de los diagramadores de la ciudad de La Plata- utilizó como mojón la plaza "Vieja", actual plaza Castro Barros, y con base al sudoeste de dicho predio delineó 81 manzanas de 120 x 120 m con amplias veredas/aceras y avenidas; asimismo, efectuó trazado en damero con orientación a "medio rumbo".
- 1887, llega el ferrocarril, siendo este motivo para que la población se incrementara, y posiblemente fue el móvil para que el Poder Ejecutivo nombrase al poblado "cabecera del departamento" y designase una Comisión de Delineación.
- 7 de septiembre de 1887, fue declarada cabecera del departamento Juárez Celman, con el nombre homónimo. Posteriormente, se cambia el nombre de la cabecera del Departamento con el nombre primitivo de "Chamical".
- 18 de julio de 1890, el gobernador Joaquín V. González aprueba los trabajos realizados.
- 6 de agosto de 1890, se aprueba la ley provincial que autoriza la distribución de lotes y chacras por una comisión que cita a quienes tengan derechos de propiedad dentro del perímetro de la ciudad. Así se crea la Villa Juárez Celman, y se dona un terreno frente a la plaza central para que allí se construya la iglesia El Salvador.
- 25 de octubre de 1894, se aprueba el decreto por el cual se estructura la provincia, creando jefaturas de Departamento, así se crea el Departamento Juárez Celman con cabecera en la nueva villa homónima, todos nombres impuestos por Joaquín Víctor González
- 12 de abril de 1899, se produce un fortísimo cimbronazo sísmico, lo que provoca angustia y heridos en la población.[1]
- 1900, se crea un nuevo barrio al otro lado de las vías, hacia el este, el llamado "Barrio Argentino".
- 3 de octubre de 1907, se reestructura y amplía el Departamento Juárez Celman, por decreto del gobernador Guillermo Dávila San Román, siendo reafirmada como cabecera la población de Chamical Villa Juárez Celman. Esta es la primera norma legal donde se menciona oficialmente a la población como Chamical. Luego, por decreto, el Departamento Juárez Celman cambia a "Gobernador Gordillo", y la Villa Juárez Celman pasa a llamarse "Villa Chamical".
- 1920, el "Departamento Juárez Celman" pasa a llamarse "Gobernador Gordillo", en honor al primer gobernador de la provincia argentina de La Rioja, Pedro Gordillo.
- 1924, se radica en Chamical el doctor José E. Mocellini, primer galeno en practicar su noble disciplina en este remoto rincón del orbe. Desafortunadamente, el joven doctor Mocellini conocería la muerte tras un accidente vehicular a la temprana edad de 32 en el año 1927.
- 1930, iniciando el año, los residentes locales Sabas Carbel y Otto F. Voss llevan a cabo los trámites ante el gobierno provincial para lograr la electrificación de Chamical; en septiembre del mismo año se entrega la concesión del alumbrado público a don Constantino Palopulo.
- 1940, comienza la construcción del edificio del ACA
- 1942, se inaugura el ACA Chamical.
- 1943, el cargo de secretario de Aeronáutica de la Nación se halla ocupado por el riojano brigadier Bartolomé de la Colina, quien decide fundar una base militar aérea y elige como localización a la joven Villa Chamical. Se construyen dependencias militares del Centro de Tiro y Bombardeo, luego "Destacamento Aeronáutico" y más tarde llamado Centro de Producción Aeronáutica.
- Diciembre de 1944, comienza la construcción de la Base de la Fuerza Aérea, con un presupuesto de 80.000 pesos.
- Septiembre de 1945, comienza la canalización de las aguas de las vertientes de la Aguadita y de la Agüita, abasteciendo agua potable a la población.
- Diciembre de 1945, comienza la construcción de la "Sala de Primeros Auxilios de 1.ª Categoría", por decreto del Interventor de la provincia Rafael Ocampo Giménez. El terreno fue donado por la población y costeado por suscripción popular.
- Julio de 1946, se habilita el servido de agua corriente con grifos/canillas en las esquinas.
- 1950, en el llamado "Año del Libertador José de San Martín", se cambia el topónimo de la "Plaza P. I. de Castro Barros" por el de "Plaza José de San Martín" y se inaugura allí un busto del prócer yapeyuano. Además, se impone el nombre del prócer riojano "P. I. de Castro Barros" a la "Plaza Gobernador Gordillo".
- 1954, se inaugura la primera escuela de nivel secundario: el Nacional de Comercio General Belgrano (apodada "Comercio" por los lugareños).
- 18 de agosto de 1955, la legislatura constituida en Chamical y el gobernador Juan Melis aprueba y promulgan, respectivamente, la ley 2.391, declarando ciudad a Chamical.
- 19 de agosto de 1955, personal del Centro de Experimentación y Lanzamiento de Proyectiles Autopropulsados llega a Chamical para instalarse, trayendo consigo el prototipo del cohete experimental Orión II, que finalmente sería lanzado en el año 1966.
- 21 de agosto de 1955, Chamical es oficialmente declarada ciudad.
- 1956, el obispo diocesano, monseñor Froilán Ferreyra-Reynafé (primer obispo de La Rioja), designa la parroquia jurisdiccional.
- 1958, es electo intendente don Carlos F. Voss.
- 1961, se establece en Chamical el mítico CELPA (Centro de Experimentación y Lanzamiento de Proyectiles Autopropulsados), siendo en esos momentos una de las principales bases de lanzamientos del Programa Espacial Argentino, actualmente Escuadrón de Apoyo Operativo.
- 1962, se inaugura el hospital zonal de agudos, durante la gestión del intendente Voss, bajo el nombre de Luis Agote, en conmemoración del ilustre médico argentino.
- 1963, es electo intendente el local Pedro L. Sormani.
- 1964, se inaugura la escuela confesional católica Pío XII (actual Presbítero Torres Molina). La institución educativa recibe el sobrenombre de  "El Instituto" en el habla popular de la comarca.
- 22 de septiembre de 1965, asume sus funciones el Concejo de Administración de la Primera Cooperativa Telefónica de Chamical, para gestionar la instalación de una red homónima. El organismo es integrado por el presidente José Effron, el vicepresidente José C. Bazán, el secretario Enrique Núñez, el prosecretario Carlos F. Voss, el tesorero Justo A. Díaz, el protesorero Tolentino Tello Farías, los vocales titulares Saúl Wodovosoff, Amado Cobresi, Juana Romero, los vocales suplentes Rubén Cobresi, Elías Abdala, Ramón González, el síndico titular Juan Barrera, el síndico suplente Arnolfo Pereyra Díaz y un delegado municipal.
- Marzo de 1976, tras un violento Golpe de Estado, el poder nacional es usurpado por una camarilla fascista (integrada por discípulos de "La Morsa" Onganía) que sembraría el terror en el país y sería conocida como "El Proceso". El intendente de ese entonces, Luis "Chacho" Corzo (luego escritor), resulta destituido, secuestrado y torturado.
- El CELPA se constituye como Centro Clandestino de Detención de la zona, trabajando conjuntamente con la Comisaría II en el secuestro y tortura de vecinos chamicalenses y el asesinato de curas de Chamical (conocidos luego como "Mártires Riojanos").
- Julio de 1976, secuestro y ulterior asesinato de los religiosos católicos Carlos Murias (oriundo de Córdoba, Argentina) y Gabriel Longueville (oriundo de Francia).
- 1977, el terrible Terremoto de Caucete (magnitud 7,4) con epicentro en la sanjuanina ciudad de Caucete se siente mucho en Chamical; ocurre en la mañana del miércoles 23 de noviembre y causa daños en la infraestructura y viviendas de nuestra ciudad. Afortunadamente no hubo que lamentar fatalidades.
- 1982, estalla la guerra de Malvinas; cae en combate el cabo Darío E. Vera, oriundo de Chamical.
- 1983, el país retorna a la vida democrática; en Chamical, resulta elegido intendente el peronista Juan M. Benegas.
- 1987, es electo intendente el peronista N. Majul Ayán.

## Toponimia
El nombre de Chamical se debe a la profusión en la zona de la planta medicinal designada chamico en lenguaje demótico.

## Geografía
| Noroeste: Catamarca       | Norte: Tucumán                   |                      |
| Oeste: La Rioja Patquía   |                                  | Este: Chañar Córdoba |
| Suroeste: Chepes San Juan | Sur: Olta Catuna Ulapes San Luis |                      |

### Población
Cuenta con 15 666 habitantes (Indec, 2022), lo que representa un incremento del 21% frente a los 12 919 habitantes (Indec, 2010) del censo anterior.
| Gráfica de evolución demográfica de Chamical entre 1895 y 2022 |
|                                                                |
| Fuente: Censos nacionales del INDEC                            |

#### Barrios (25 oficializados)
- Jorge Newbery
- Municipal
- Virgen del Rosario
- Centro
- Argentino
- América
- Desamparados
- Hospital
- Industrial
- Victoria Romero
- Tiro Federal
- Tres Esquinas
- El Rosedal
- Los Paraísos
- Sormani
- Universidad
- 20 de junio
- Obrero
- Sagrado Corazón
- Usina
- Ángel V. Peñaloza
- Inmaculada Concepción
- San Nicolás
- Residencial
- Nueva Ciudad
- Los Baldes
- Bancario
- Costa Esperanza

### Clima
Chamical presenta un clima caluroso y semidesértico (BSh según la Clasificación climática de Köppen).
| Parámetros climáticos promedio de Chamical Aero (1991–2020), temperaturas extremas (1991-presente) | Parámetros climáticos promedio de Chamical Aero (1991–2020), temperaturas extremas (1991-presente) | Parámetros climáticos promedio de Chamical Aero (1991–2020), temperaturas extremas (1991-presente) | Parámetros climáticos promedio de Chamical Aero (1991–2020), temperaturas extremas (1991-presente) | Parámetros climáticos promedio de Chamical Aero (1991–2020), temperaturas extremas (1991-presente) | Parámetros climáticos promedio de Chamical Aero (1991–2020), temperaturas extremas (1991-presente) | Parámetros climáticos promedio de Chamical Aero (1991–2020), temperaturas extremas (1991-presente) | Parámetros climáticos promedio de Chamical Aero (1991–2020), temperaturas extremas (1991-presente) | Parámetros climáticos promedio de Chamical Aero (1991–2020), temperaturas extremas (1991-presente) | Parámetros climáticos promedio de Chamical Aero (1991–2020), temperaturas extremas (1991-presente) | Parámetros climáticos promedio de Chamical Aero (1991–2020), temperaturas extremas (1991-presente) | Parámetros climáticos promedio de Chamical Aero (1991–2020), temperaturas extremas (1991-presente) | Parámetros climáticos promedio de Chamical Aero (1991–2020), temperaturas extremas (1991-presente) | Parámetros climáticos promedio de Chamical Aero (1991–2020), temperaturas extremas (1991-presente) |
| Mes                                                                                                | Ene.                                                                                               | Feb.                                                                                               | Mar.                                                                                               | Abr.                                                                                               | May.                                                                                               | Jun.                                                                                               | Jul.                                                                                               | Ago.                                                                                               | Sep.                                                                                               | Oct.                                                                                               | Nov.                                                                                               | Dic.                                                                                               | Anual                                                                                              |
| -------------------------------------------------------------------------------------------------- | -------------------------------------------------------------------------------------------------- | -------------------------------------------------------------------------------------------------- | -------------------------------------------------------------------------------------------------- | -------------------------------------------------------------------------------------------------- | -------------------------------------------------------------------------------------------------- | -------------------------------------------------------------------------------------------------- | -------------------------------------------------------------------------------------------------- | -------------------------------------------------------------------------------------------------- | -------------------------------------------------------------------------------------------------- | -------------------------------------------------------------------------------------------------- | -------------------------------------------------------------------------------------------------- | -------------------------------------------------------------------------------------------------- | -------------------------------------------------------------------------------------------------- |
| Temp. máx. abs. (°C)                                                                               | 44.0                                                                                               | 42.2                                                                                               | 40.5                                                                                               | 37.0                                                                                               | 34.4                                                                                               | 29.3                                                                                               | 31.5                                                                                               | 40.4                                                                                               | 41.7                                                                                               | 42.0                                                                                               | 43.7                                                                                               | 45.5                                                                                               | 45.5                                                                                               |
| Temp. máx. media (°C)                                                                              | 33.8                                                                                               | 31.9                                                                                               | 29.5                                                                                               | 25.6                                                                                               | 21.4                                                                                               | 18.6                                                                                               | 18.7                                                                                               | 22.4                                                                                               | 25.7                                                                                               | 29.3                                                                                               | 31.8                                                                                               | 33.8                                                                                               | 26.9                                                                                               |
| Temp. media (°C)                                                                                   | 27.0                                                                                               | 25.3                                                                                               | 23.2                                                                                               | 19.3                                                                                               | 15.2                                                                                               | 11.8                                                                                               | 11.0                                                                                               | 14.3                                                                                               | 18.1                                                                                               | 22.1                                                                                               | 24.6                                                                                               | 26.6                                                                                               | 19.9                                                                                               |
| Temp. mín. media (°C)                                                                              | 20.6                                                                                               | 19.5                                                                                               | 18.0                                                                                               | 14.3                                                                                               | 10.2                                                                                               | 6.5                                                                                                | 5.0                                                                                                | 7.5                                                                                                | 10.9                                                                                               | 15.0                                                                                               | 17.8                                                                                               | 19.6                                                                                               | 13.7                                                                                               |
| Temp. mín. abs. (°C)                                                                               | 12.3                                                                                               | 8.9                                                                                                | 4.5                                                                                                | 1.0                                                                                                | -4.0                                                                                               | -4.7                                                                                               | -8.3                                                                                               | -5.0                                                                                               | -3.1                                                                                               | -0.5                                                                                               | 4.5                                                                                                | 3.0                                                                                                | -8.3                                                                                               |
| Precipitación total (mm)                                                                           | 93.4                                                                                               | 88.3                                                                                               | 67.2                                                                                               | 27.6                                                                                               | 10.2                                                                                               | 3.4                                                                                                | 3.2                                                                                                | 2.7                                                                                                | 7.8                                                                                                | 28.1                                                                                               | 45.5                                                                                               | 82.7                                                                                               | 460.2                                                                                              |
| Días de precipitaciones (≥ 0.1 mm)                                                                 | 7.4                                                                                                | 6.2                                                                                                | 6.3                                                                                                | 4.2                                                                                                | 2.7                                                                                                | 1.6                                                                                                | 0.9                                                                                                | 0.9                                                                                                | 1.9                                                                                                | 3.0                                                                                                | 5.1                                                                                                | 6.8                                                                                                | 47.0                                                                                               |
| Humedad relativa (%)                                                                               | 58.3                                                                                               | 62.6                                                                                               | 67.3                                                                                               | 69.0                                                                                               | 70.3                                                                                               | 68.2                                                                                               | 60.2                                                                                               | 49.7                                                                                               | 46.5                                                                                               | 48.3                                                                                               | 50.7                                                                                               | 53.5                                                                                               | 58.7                                                                                               |
| Fuente: Servicio Meteorológico Nacional                                                            | | | | | | | | | | | | | |

### Sismicidad
La sismicidad de la región de La Rioja es frecuente y de intensidad baja, con un silencio sísmico de terremotos medios a graves cada 30 años en áreas aleatorias. Sus últimas expresiones se produjeron:
- 12 de abril de 1899 (126 años), a las 16.10 UTC-3 con 6,4 Richter; como en toda localidad sísmica, aun con un silencio sísmico corto, se olvida la historia de otros movimientos sísmicos regionales (terremoto de La Rioja de 1899)
- 24 de octubre de 1957 (67 años), a las 22.07 UTC-3 con 6,0 Richter (terremoto de Villa Castelli de 1957): además de la gravedad física del fenómeno se unió el olvido de la población a estos eventos recurrentes
- 28 de mayo de 2002 (23 años), a las 0.03 UTC-3, con 6,0 escala Richter (terremoto de La Rioja de 2002)[1]

## Turismo

### Festividades católicas

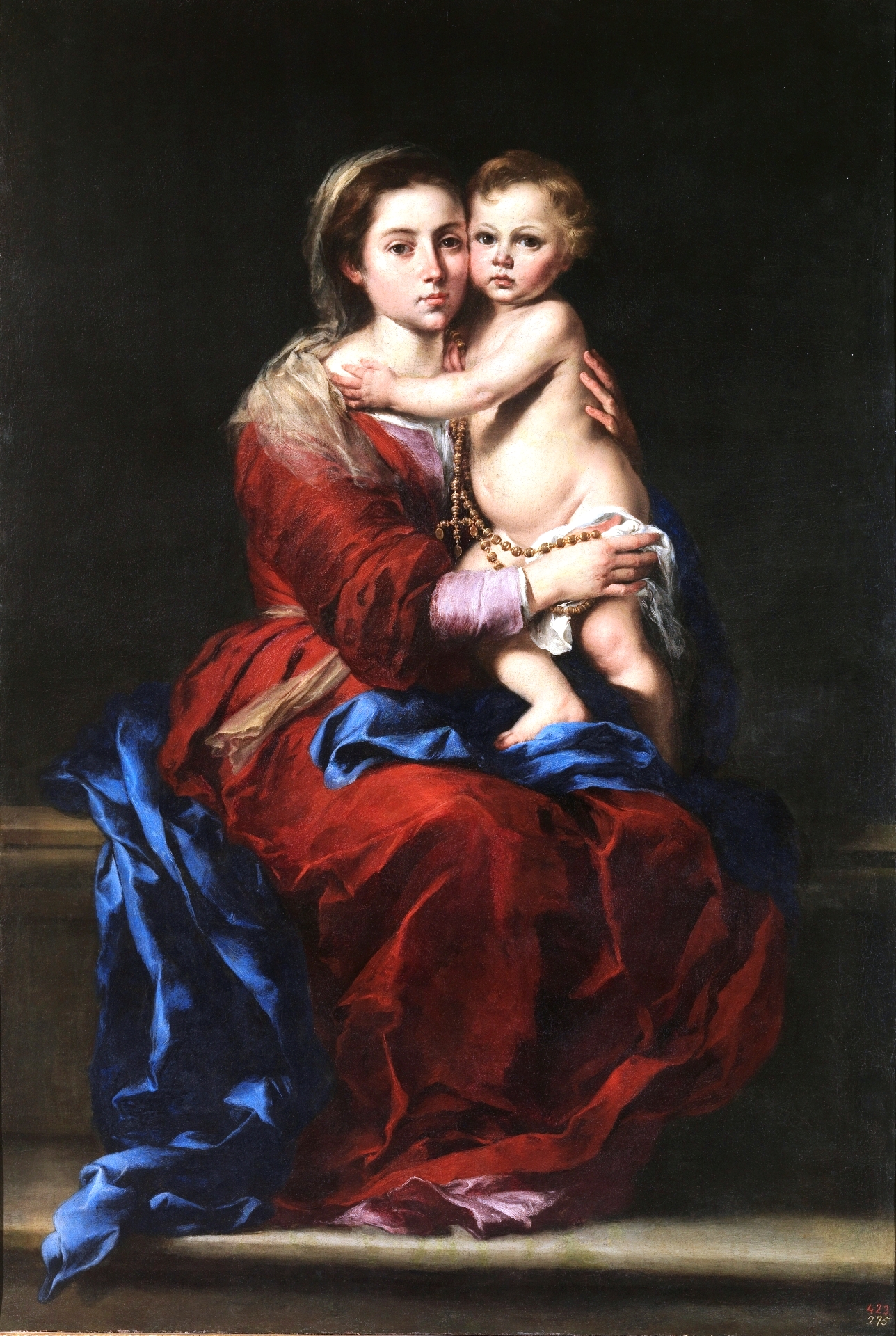
María Santísima del Rosario -aquí según Murillo- es la santa patrona de Chamical.

- Fiesta de Nuestra Señora del Rosario (llamada informalmente "Virgencita de Polco" por los lugareños), la cual se concreta cada año en la aledaña villa de Polco durante el primer y el segundo domingo de octubre; dichos domingos son conocidos en el habla popular de la comarca como "primer domingo de Polco" y "segundo domingo de Polco", respectivamente.
- Fiesta de San Nicolás, en El Quebrachal, en el mes de enero.
- Fiesta de Santa Lucía, que se celebra cada 13 de diciembre (Día del Oftalmólogo) en la pintoresca aldea homónima, localizada en un paraje serrano a unos 12 km de distancia de Chamical.
- Fiesta de los Beatos Mártires: en honor de los sacerdotes Carlos de Dios Murias y Gabriel Longueville, asesinados por sicarios al servicio del régimen entonces gobernante en el paraje Bajo de Lucas (localizado a 5 km de la ciudad de Chamical) un sábado 18 de julio del año 1976. Los susodichos clérigos fueron beatificados el 27 de abril de 2019 por el Papa Francisco.

## Personas notables
- Alfredo "Freddy" Narváez: cineasta, docente, periodista licenciado. Ganador del prestigioso premio Martín Fierro Federal 2025.
- Sebastián L. Fernández: docente, periodista licenciado, poeta profesional. Ha publicado en papel y tinta diversas obras literarias, lo cual le  ha hecho ganar el  sobriquet de "Bardo de Los Llanos".

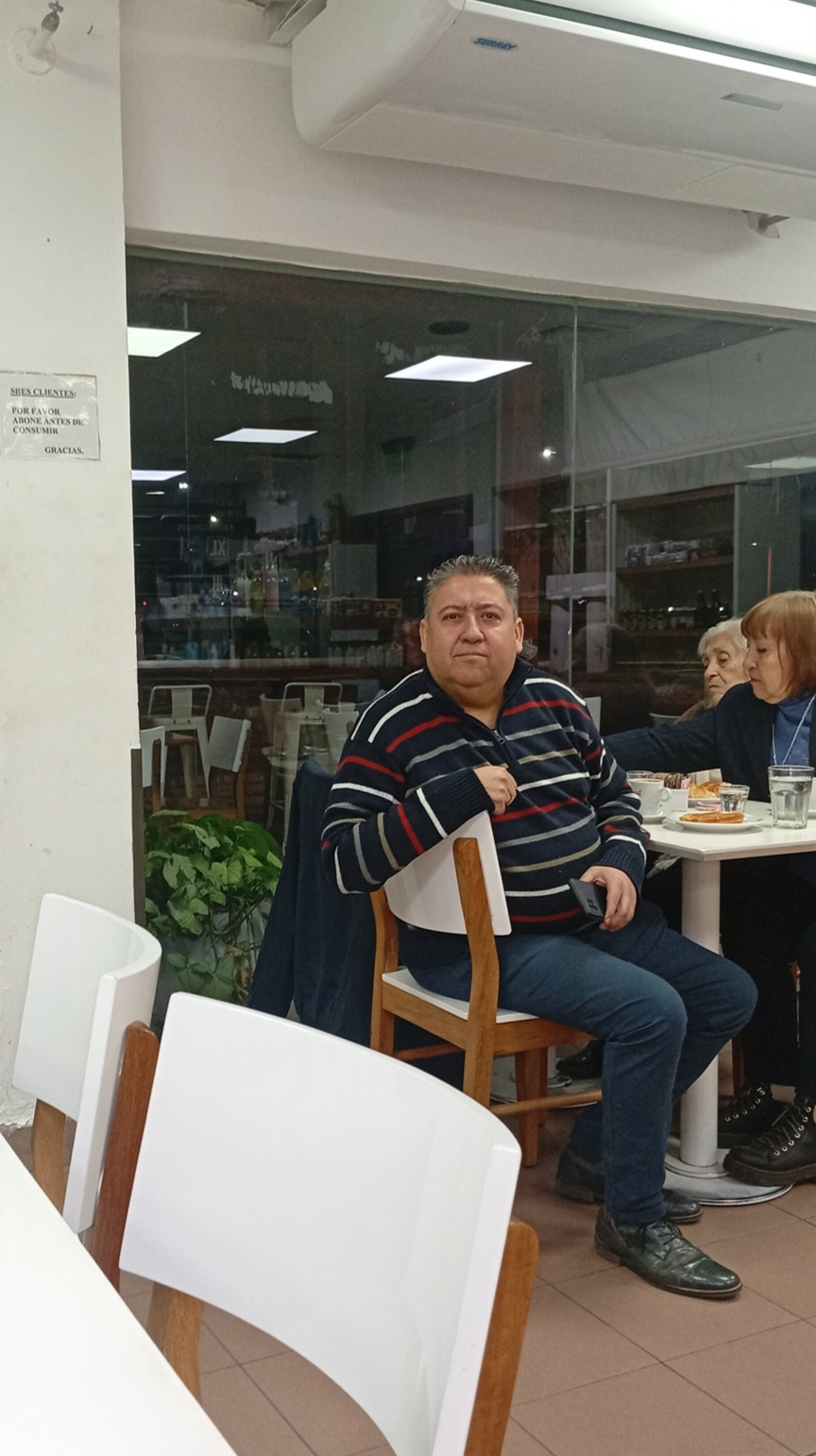
El aclamado poeta Fernández disfrutando un café en una confitería de Chamical.

## Galería

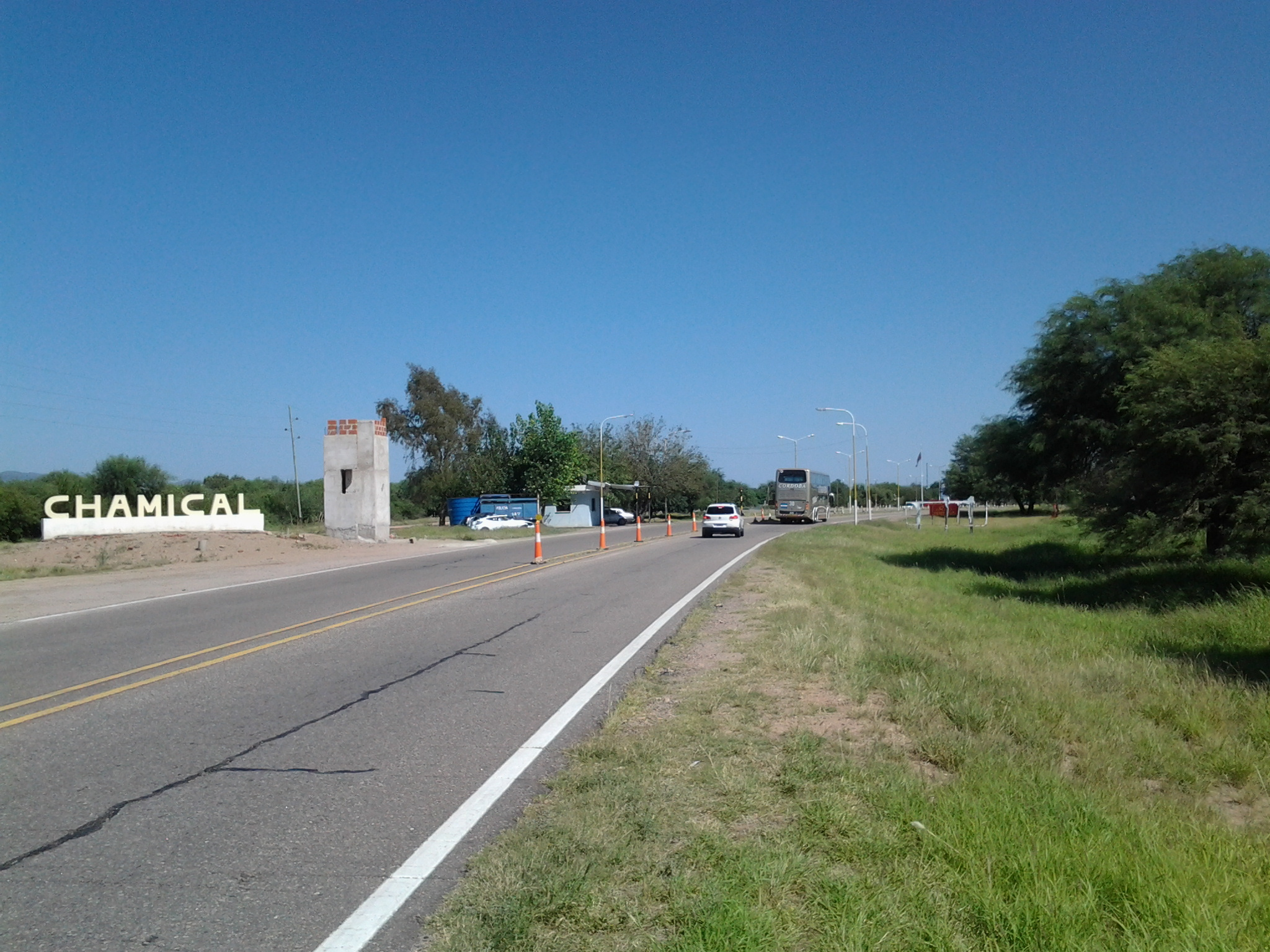
Acceso Este a la ciudad por la Ruta Nacional 38, que llega desde Córdoba.
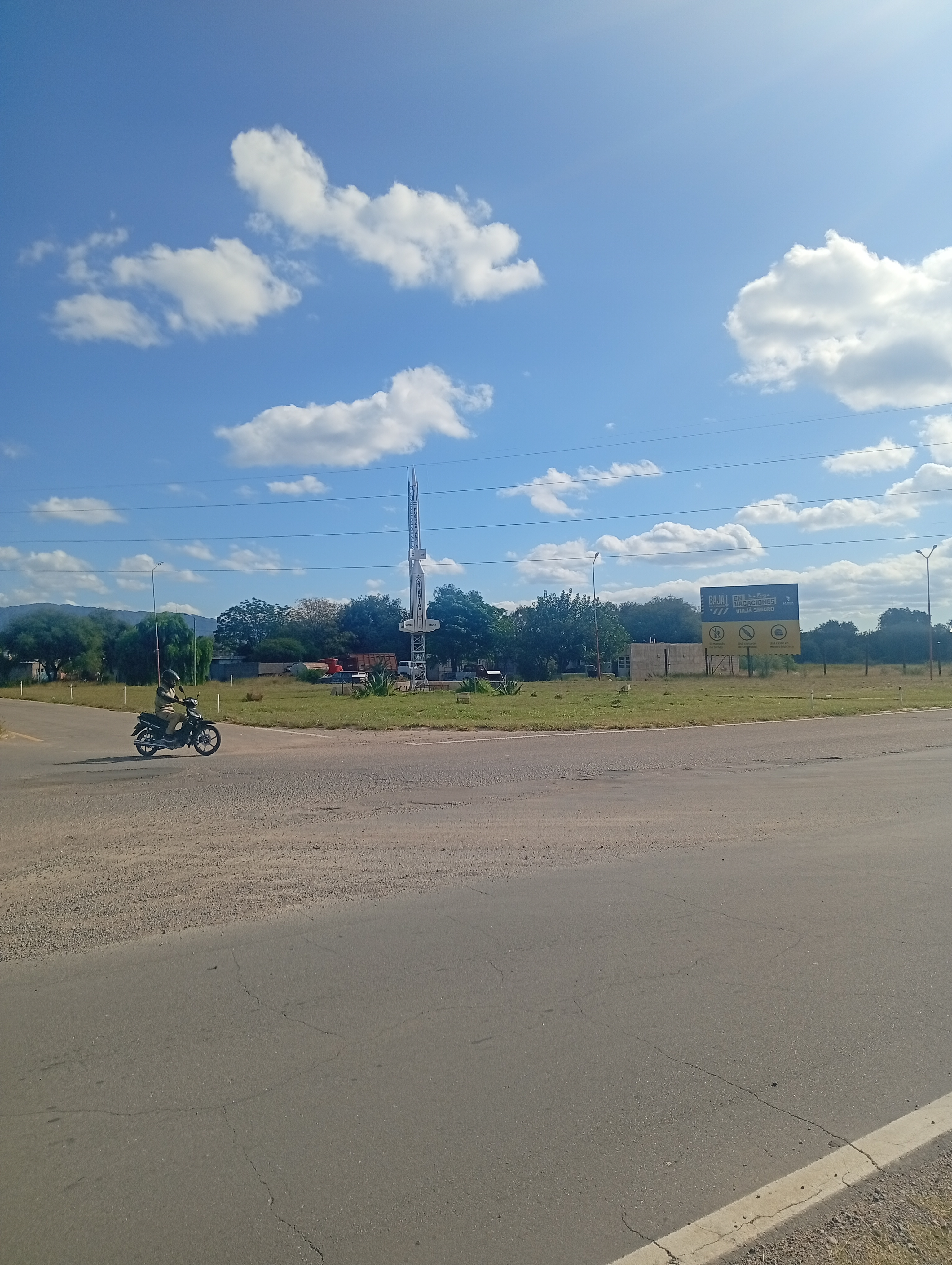
Viejo cohete para sondeo atmosférico que se halla exhibido a tiro de piedra del acceso Este a Chamical, en la intersección de las rutas nacionales 38 y 79.
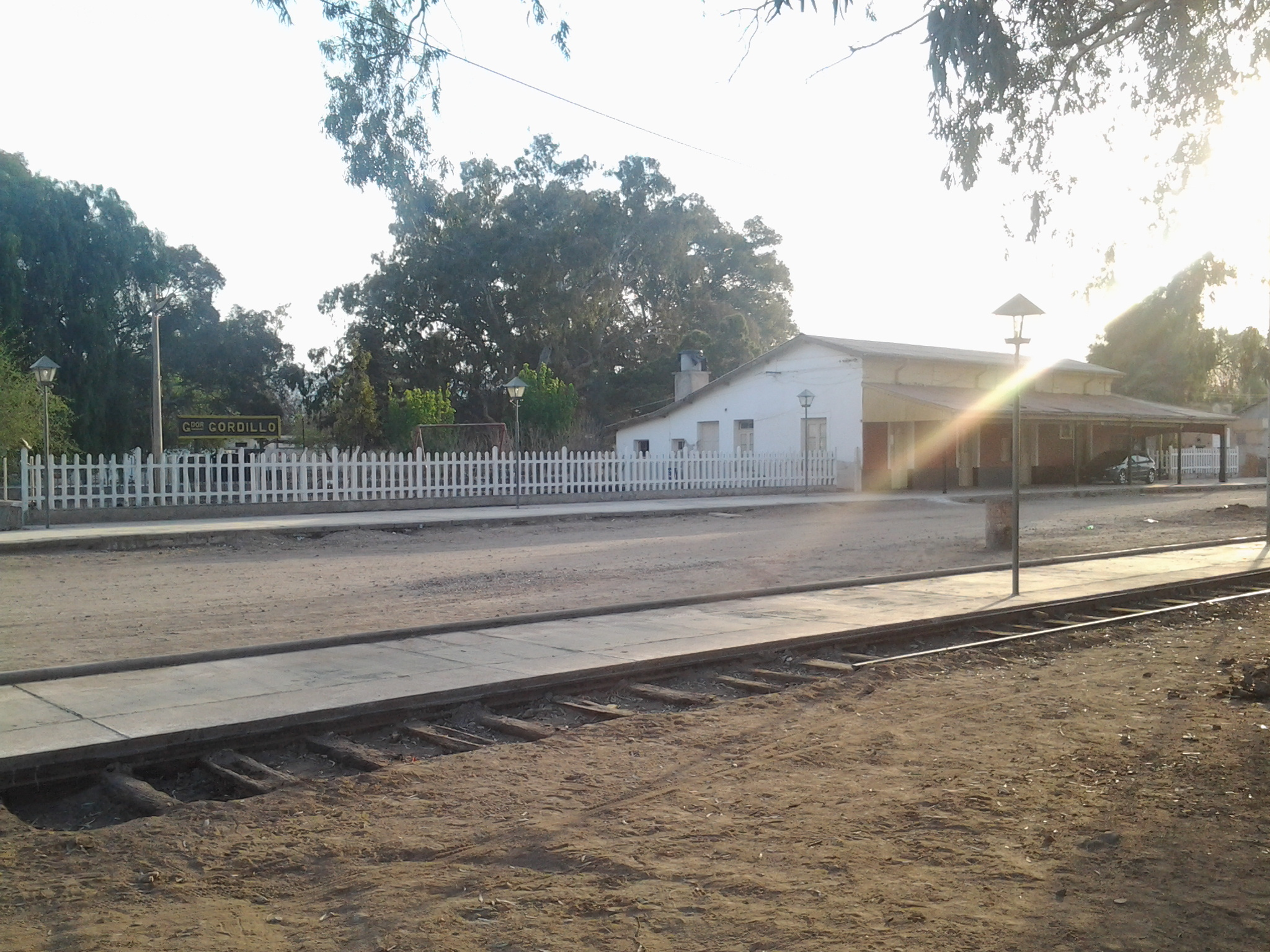
Histórica estación ferroviaria perteneciente al desafectado ramal A del FCGB (Ferrocarril General Belgrano), ahora convertida en un museo.
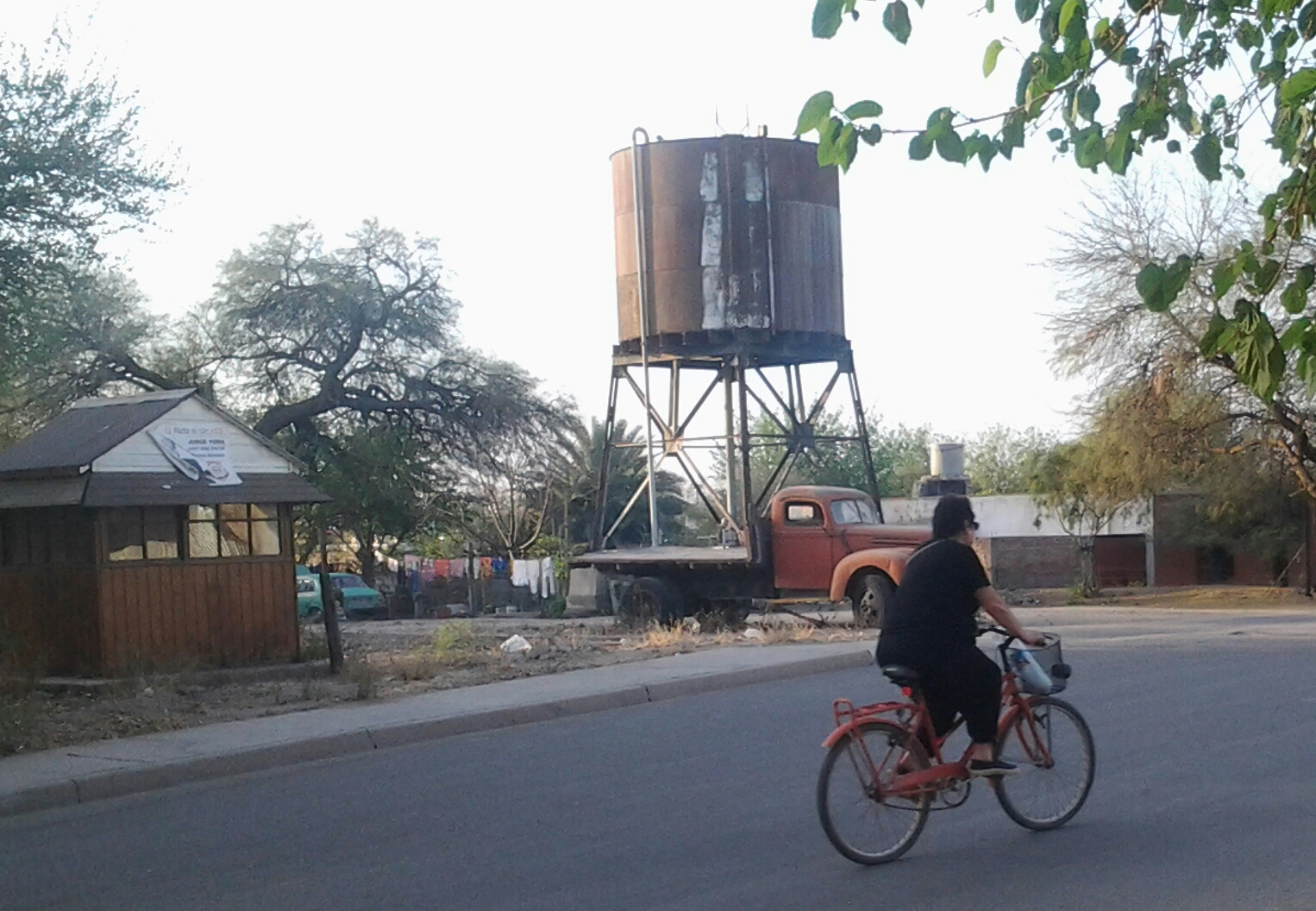
La vetusta aunque pintoresca torre ferroviaria de agua que se divisa al fondo de la imagen era usada por el antiguo ferrocarril a vapor para recargar el ténder.
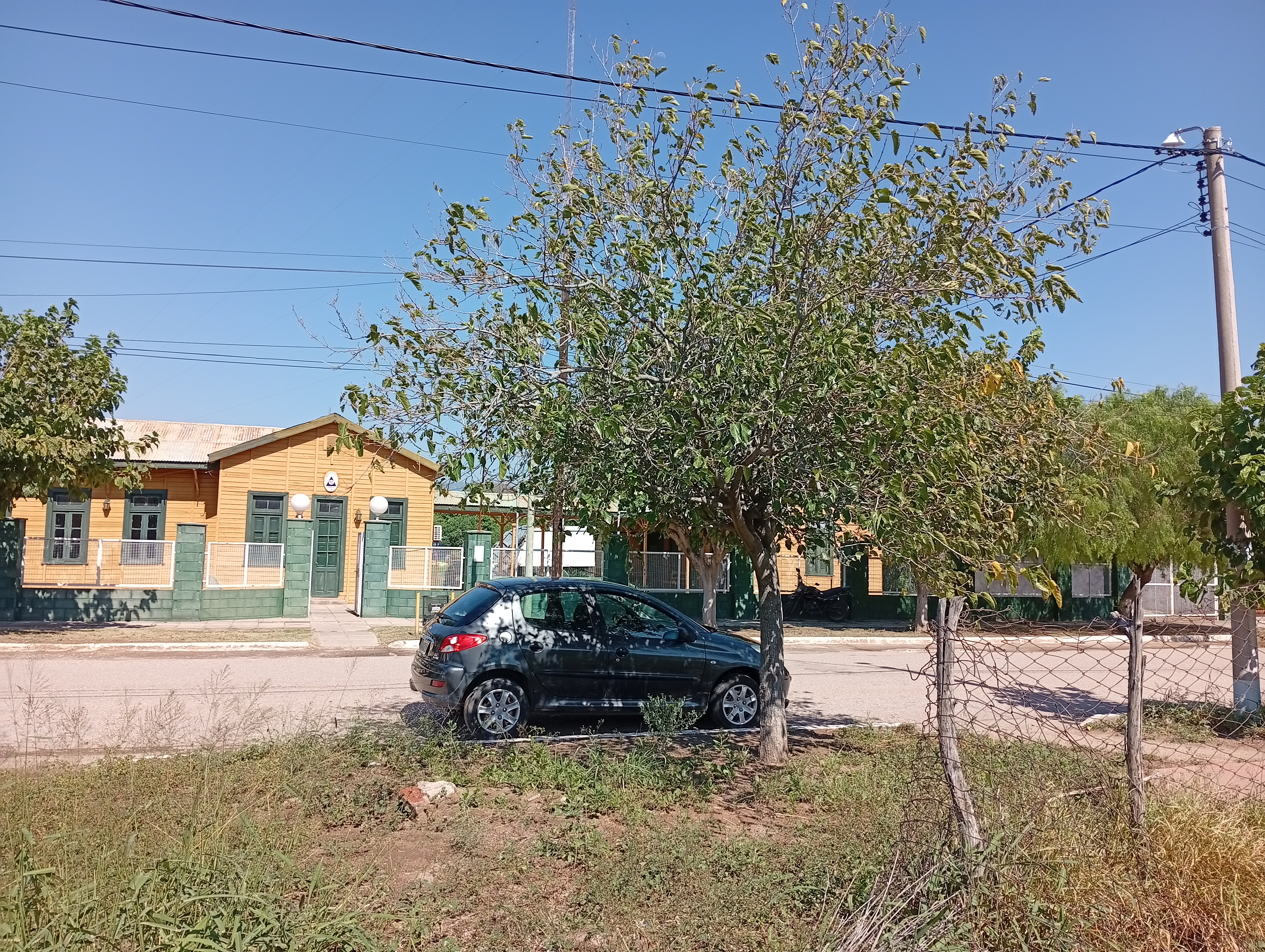
Este antiguo edificio construido en madera fue erigido para alojar originalmente el primer hospital de Chamical. Hoy es sede de la Defensa Civil local.
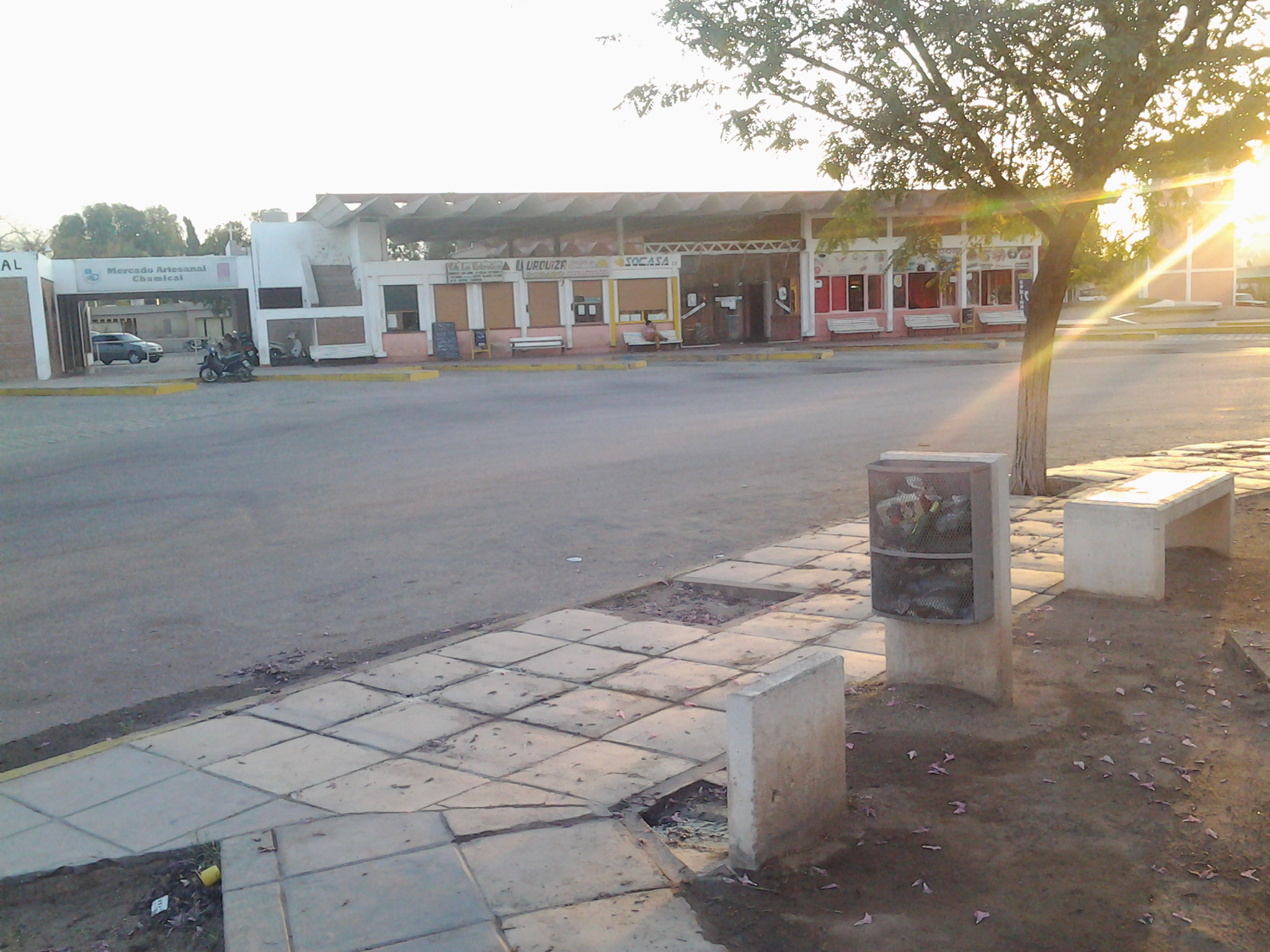
La vieja (demolida en 2022) estación de ómnibus de Chamical; el predio que ocupaba se encuentra junto a la Ruta Nacional 38.
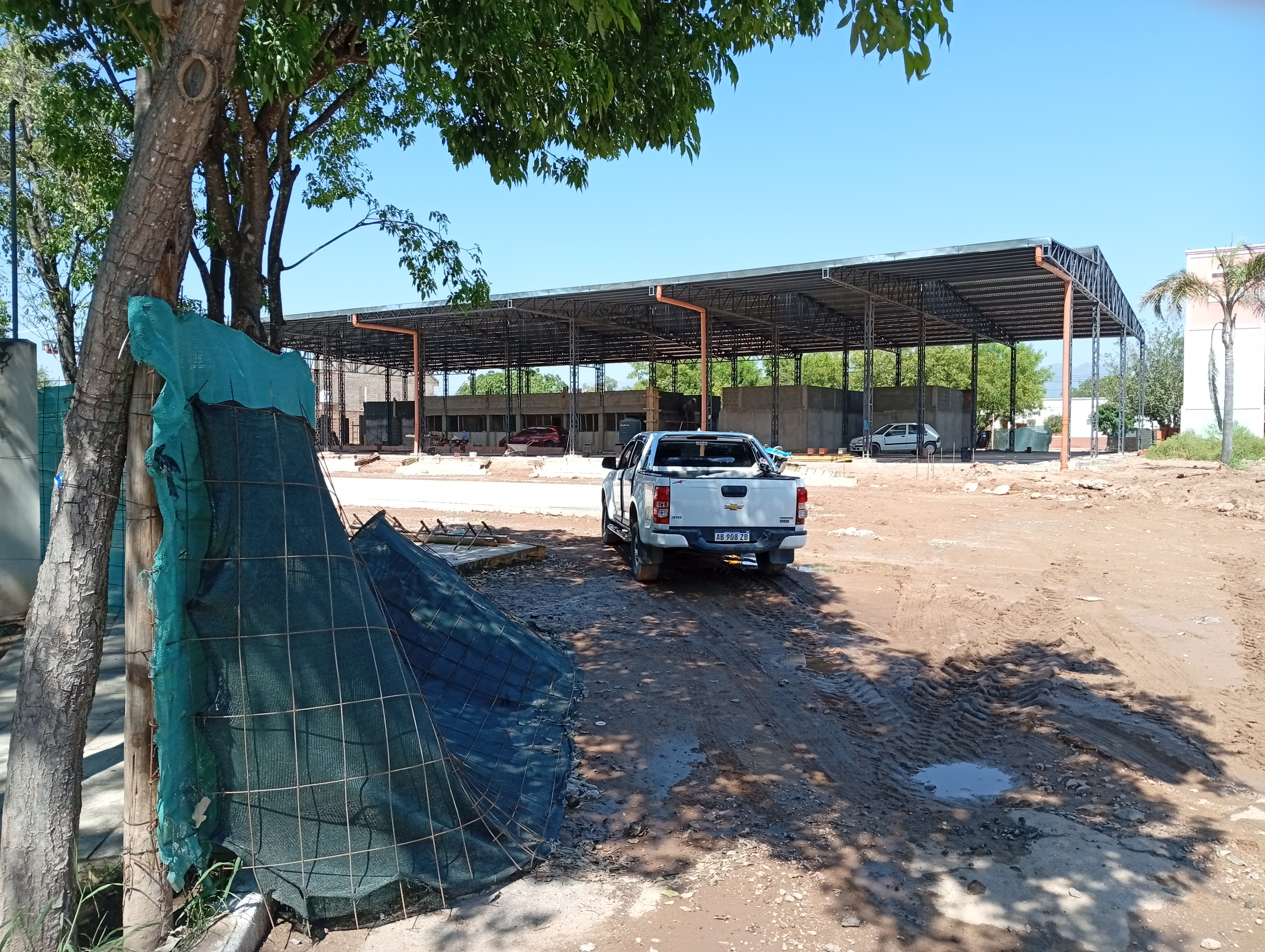
Instantánea tomada en 2025 mostrando la construcción de la nueva terminal de ómnibus en el mismo predio ocupado por la anterior.
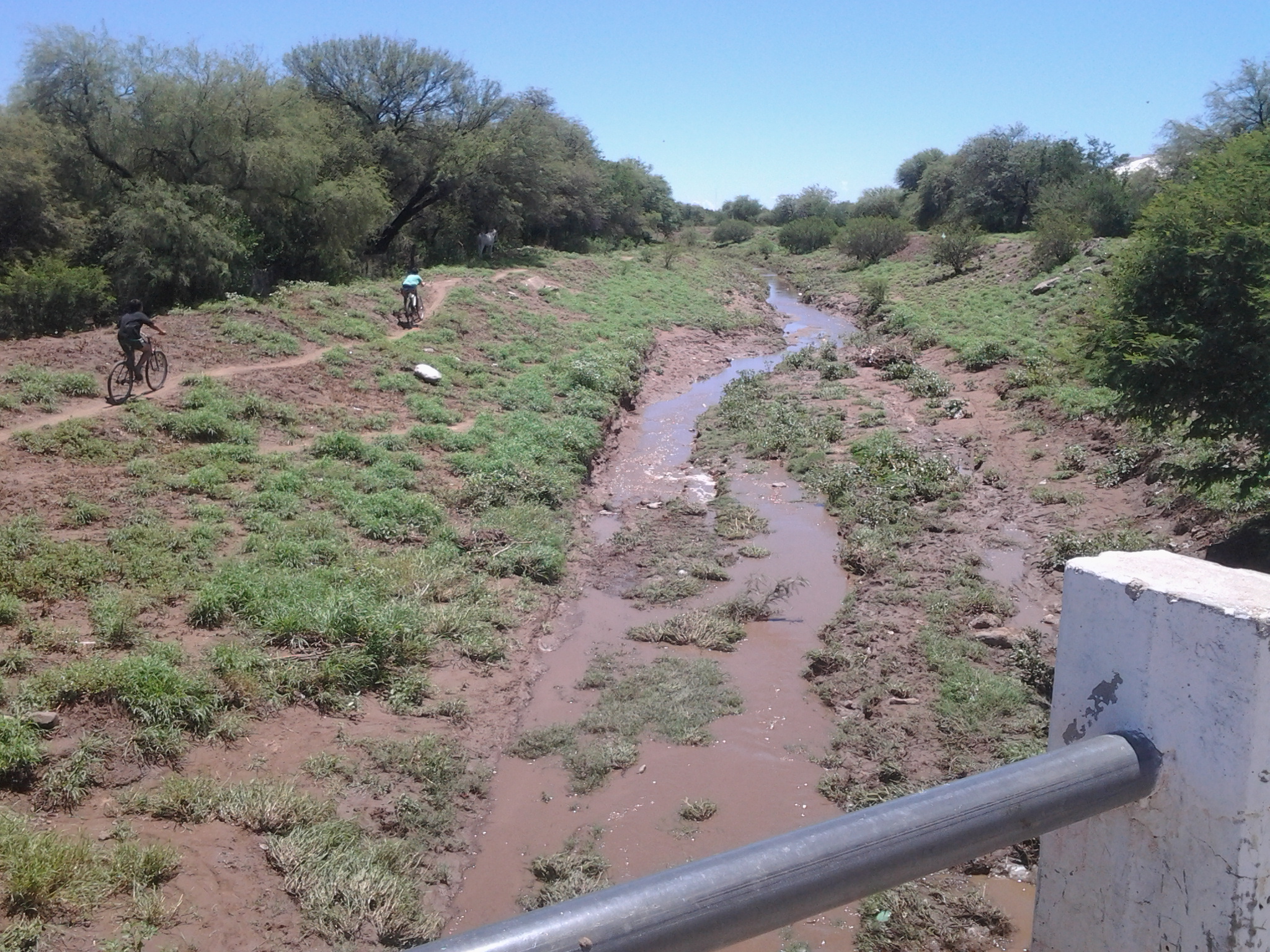
El uadi Tirante después de una modesta lluvia, mirando al oeste (corriente abajo).
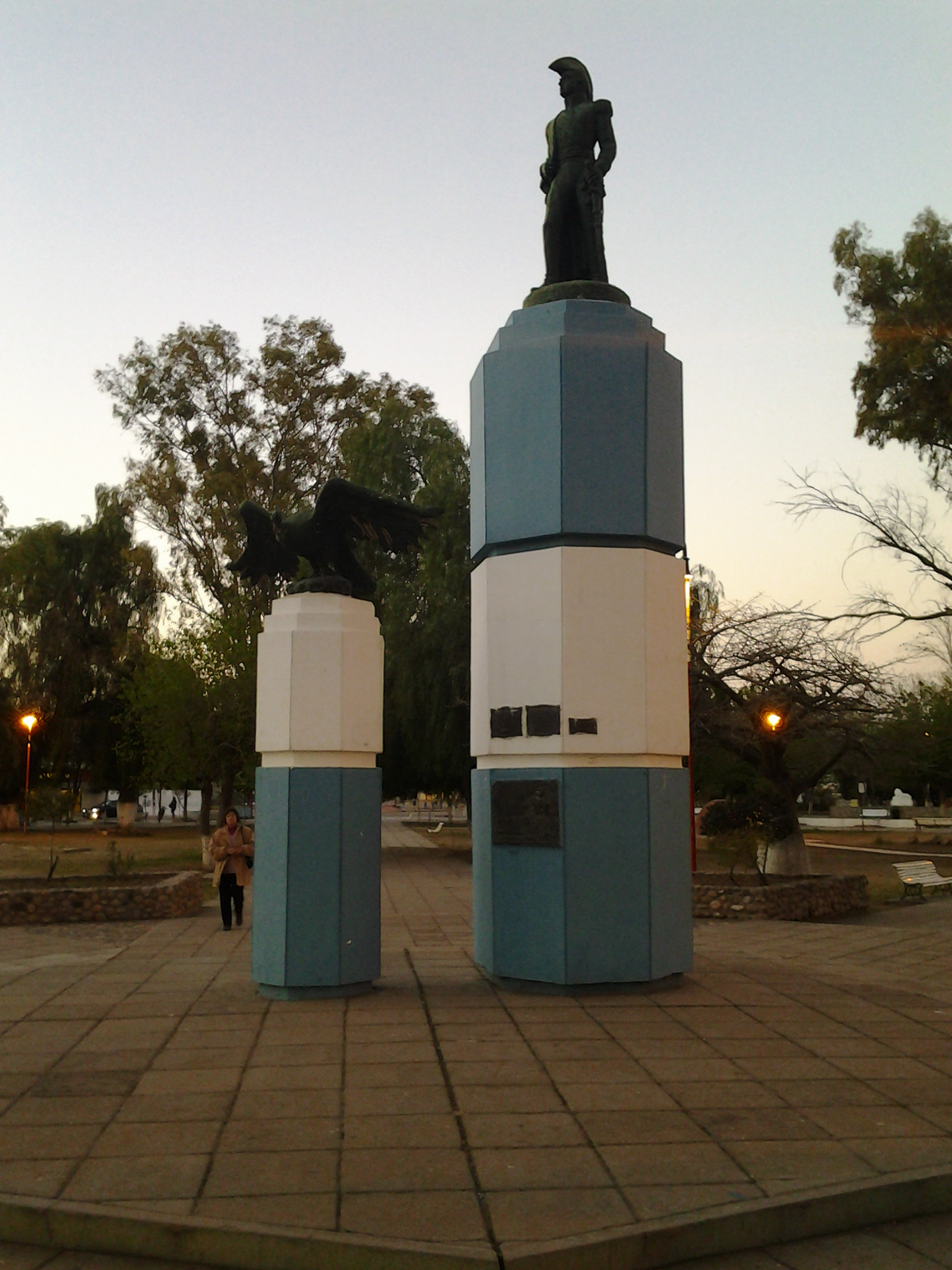
Imagen crepuscular del monumento al Gral. San Martín, localizado en el centro de la plaza-jardín homónima.
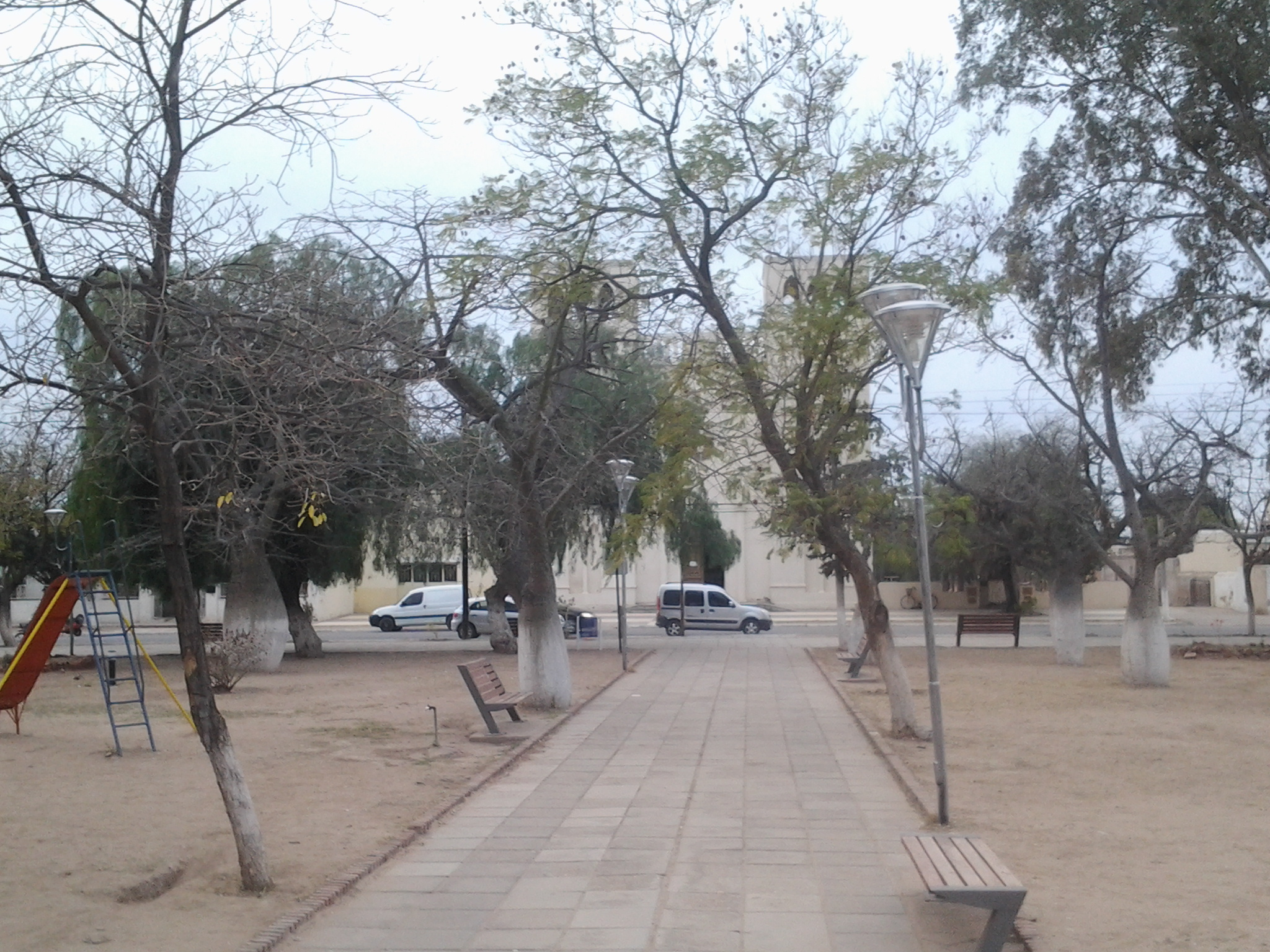
La bucólica plaza-jardín Castro Barros constituye el parque urbano más viejo de Chamical y se halla junto a la Iglesia El Salvador, la cual se divisa al fondo de esta imagen del callejón noreste.
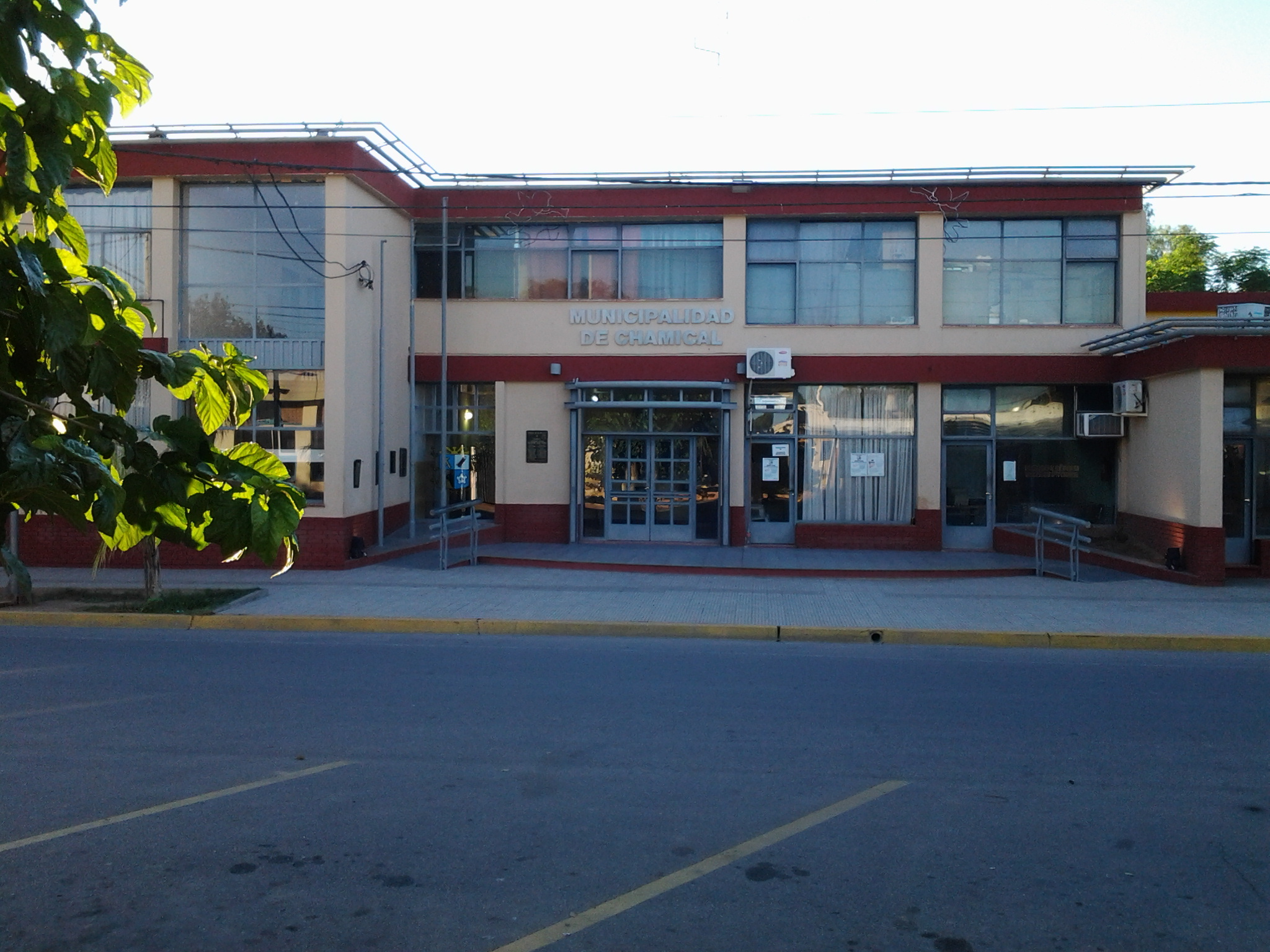
Fachada de la municipalidad de Chamical, casco céntrico.
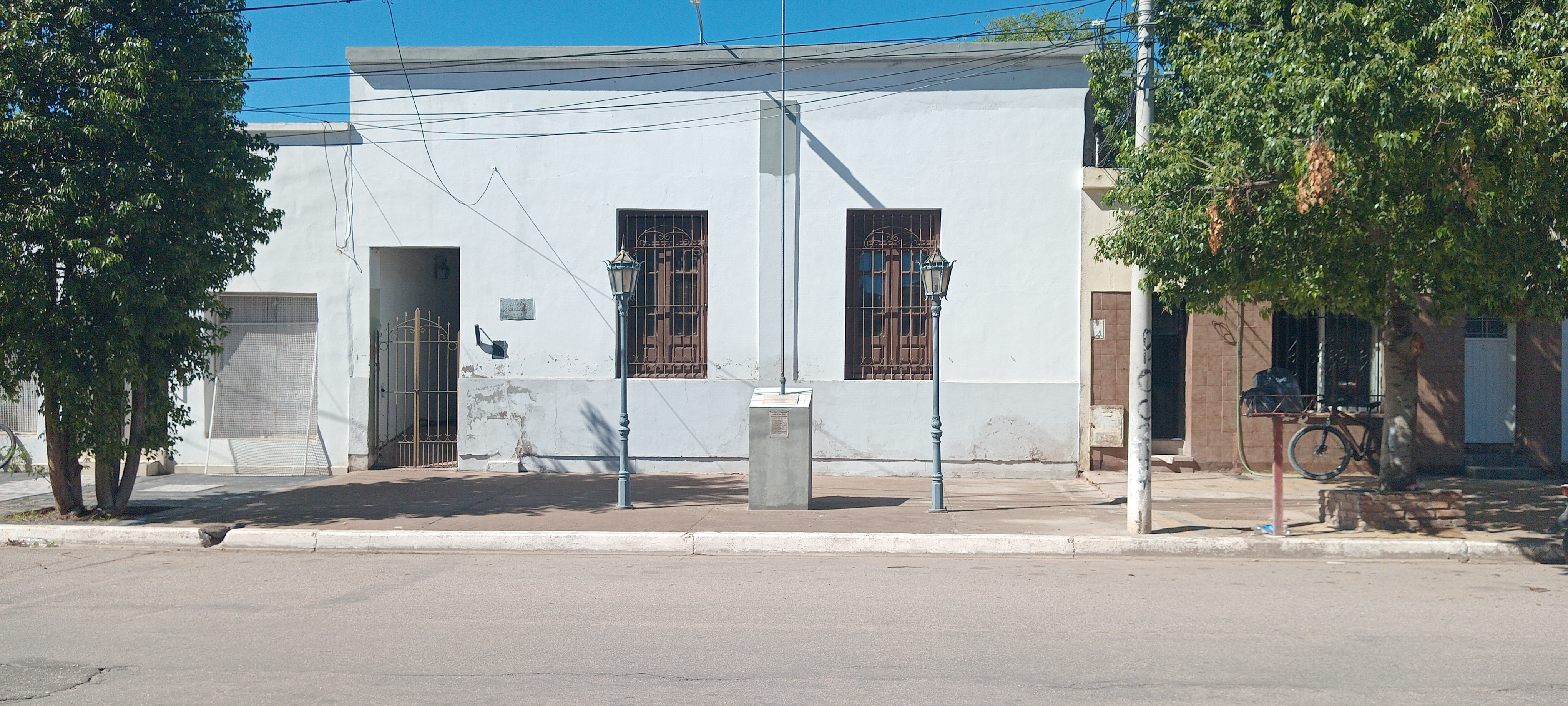
La Biblioteca Popular Bartolomé Mitre es una de las instituciones más tempranas de Chamical; fue fundada allá en el año 1921.
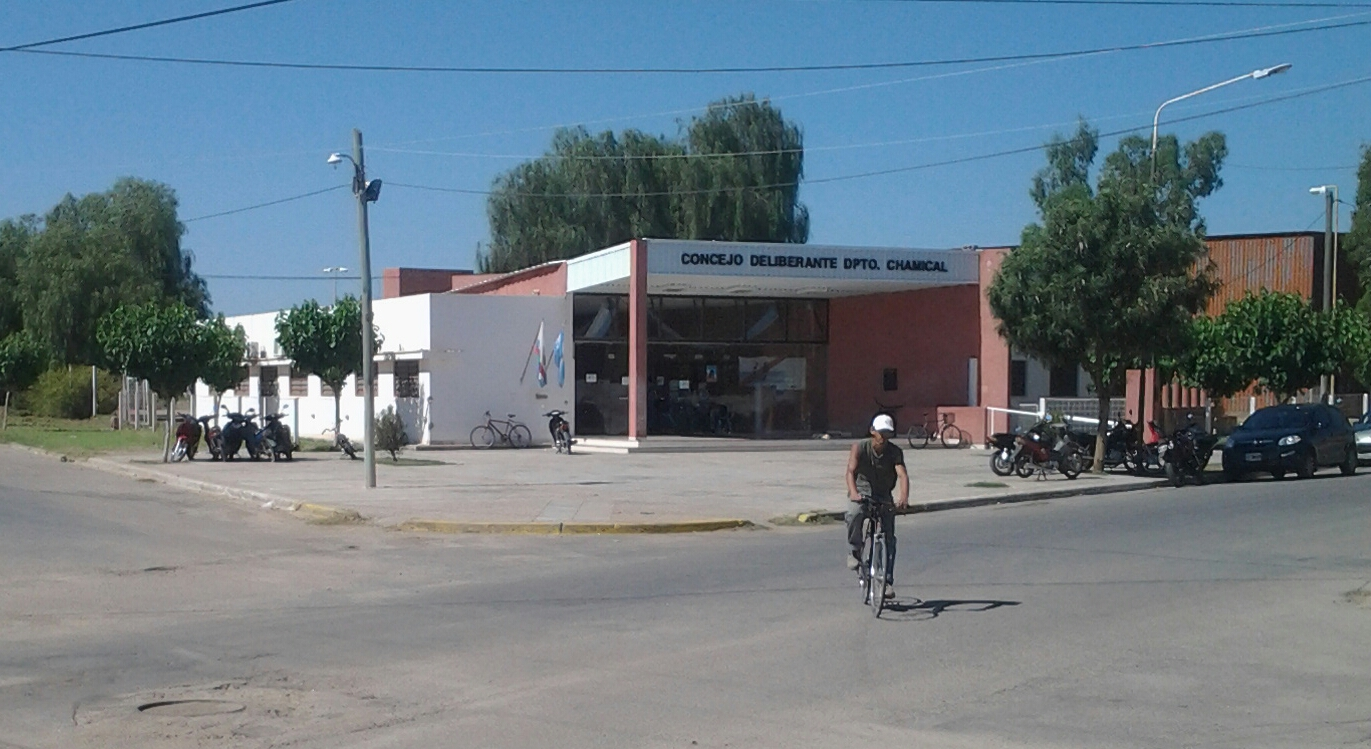
El Honorable Concejo Deliberante de Chamical ejerce sus funciones en este moderno edificio inaugurado en años recientes.
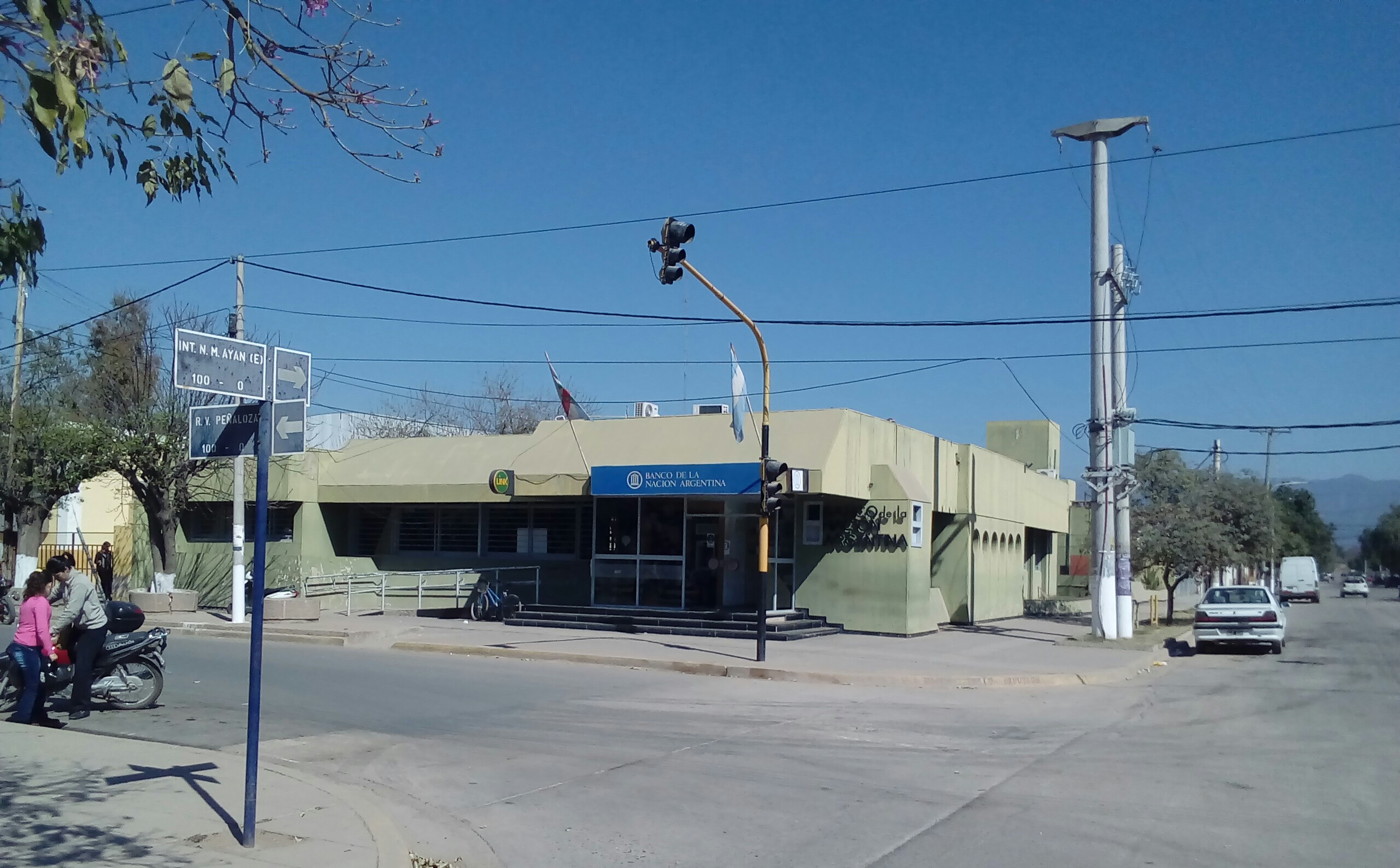
La filial local del Banco Nación es un espécimen de arquitectura brutalista; el magnífico edificio yace en la esquina sur de N. Majul Ayán y Rosario V. Peñaloza.
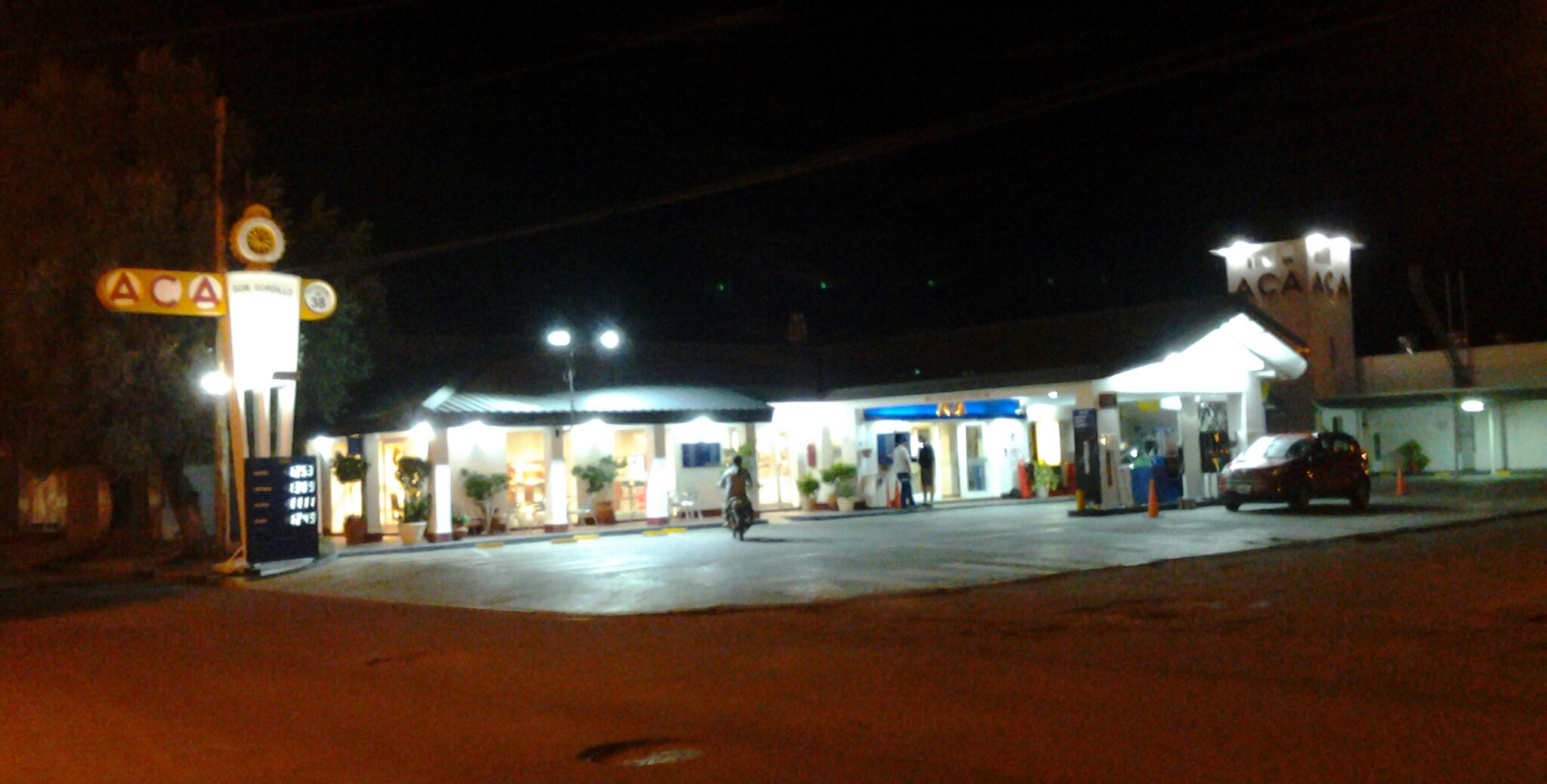
Imagen nocturna de la filial Chamical del Automóvil Club Argentino.
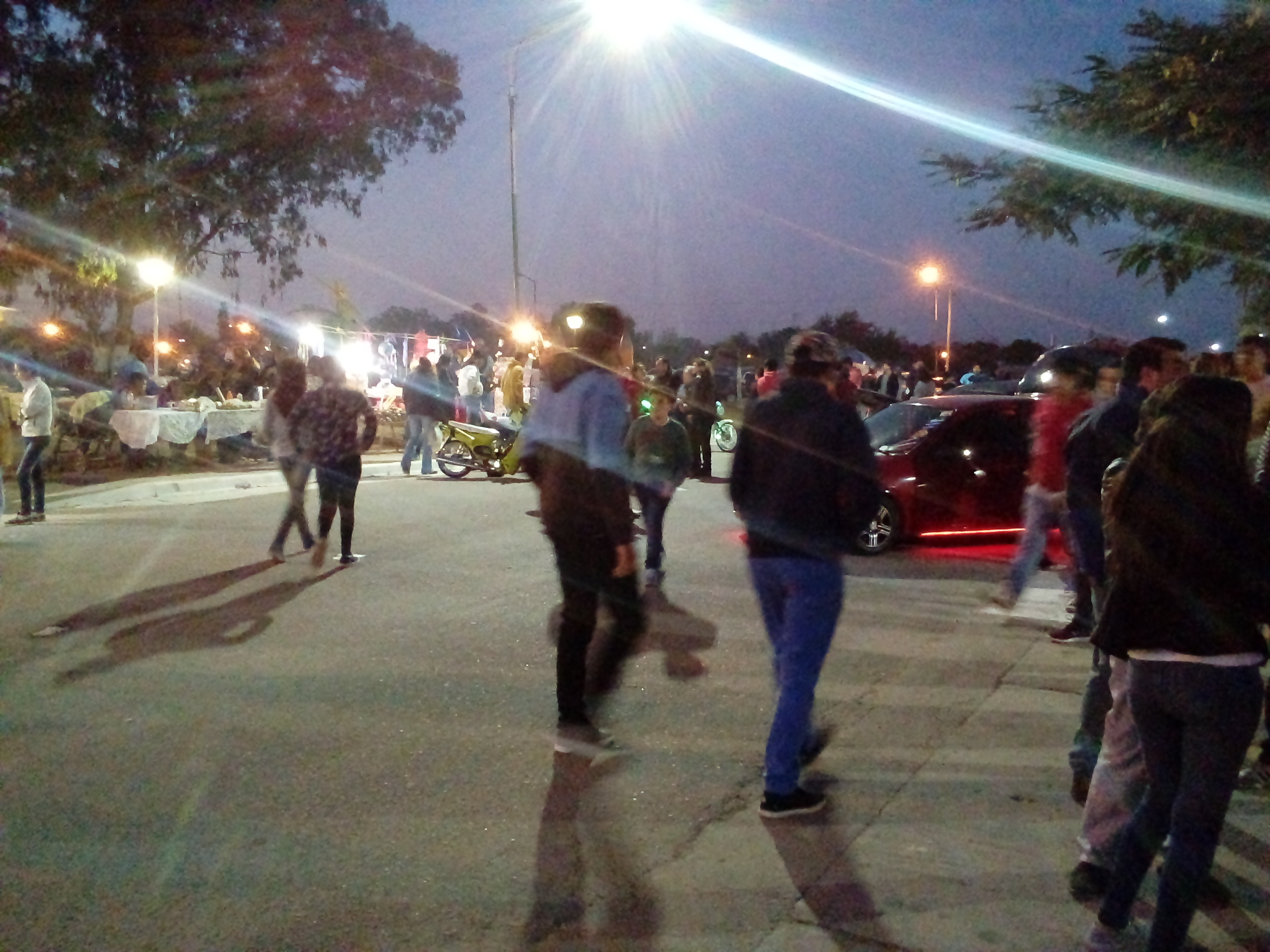
Calle céntrica de Chamical durante un nuevo aniversario de la pequeña ciudad riojana (21 de agosto de 2017).
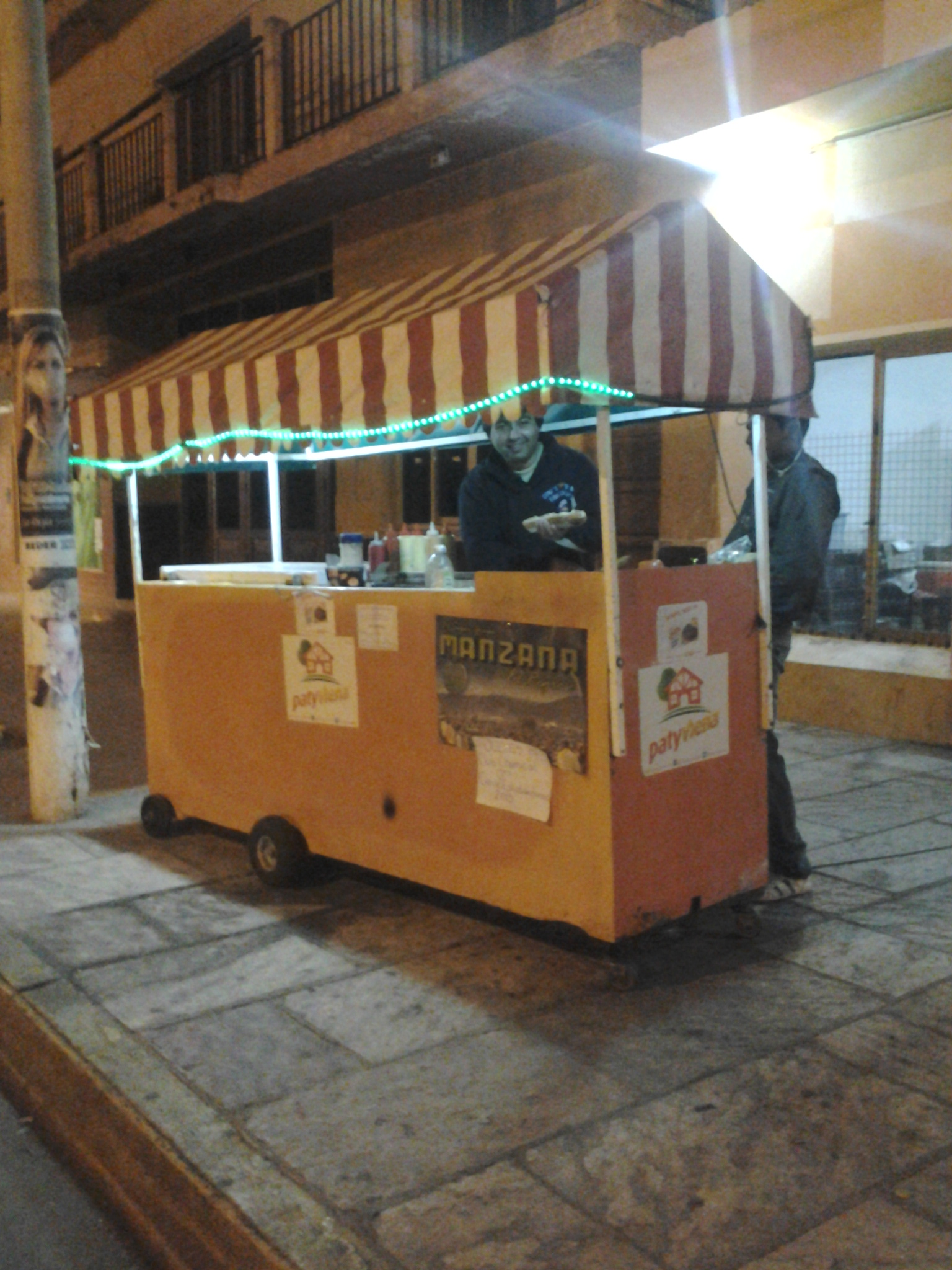
Vendedor de panchos ejerciendo su oficio en las calles de Chamical.
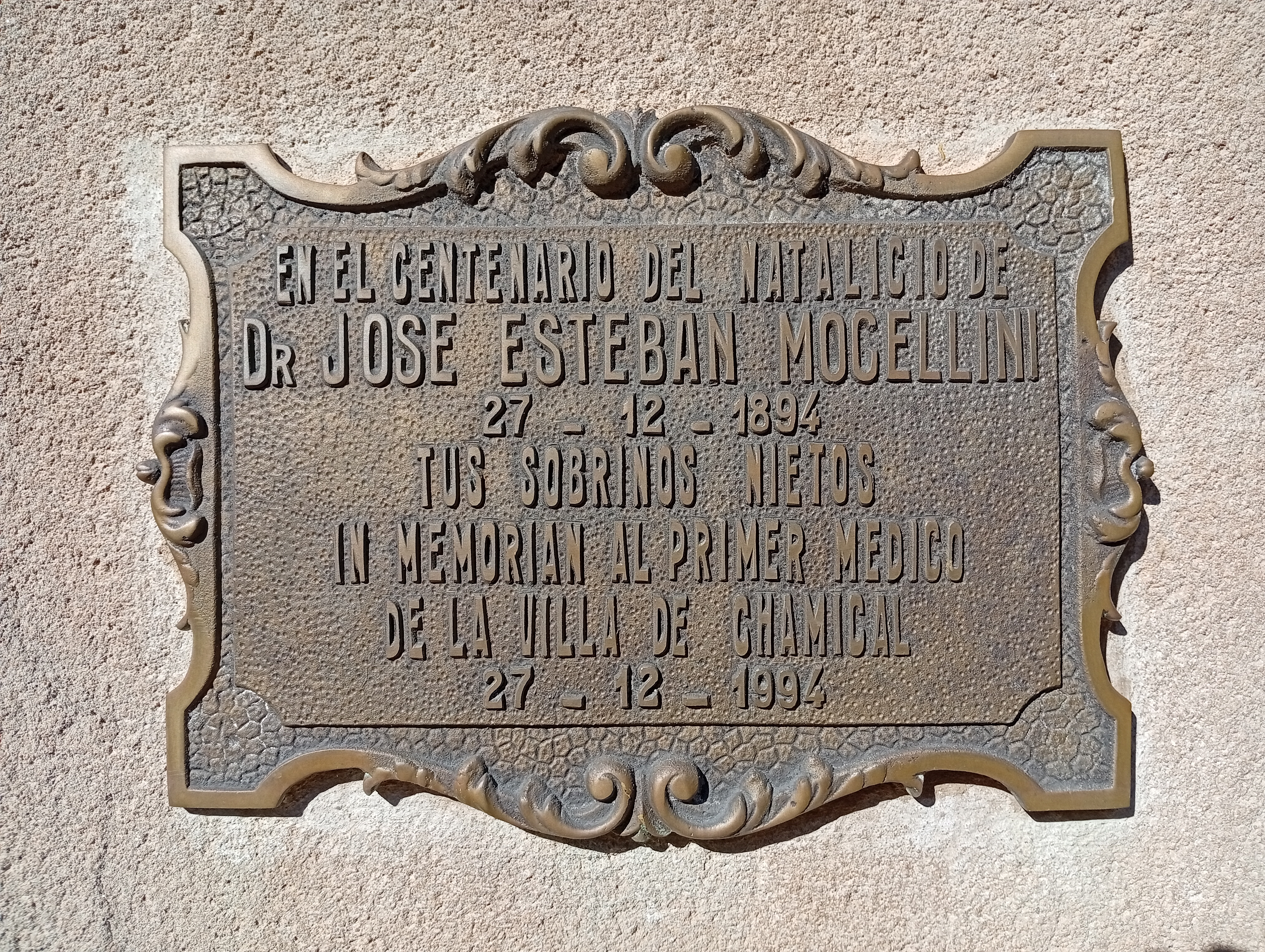
Placa conmemorativa instalada en el Cementerio El Salvador para recordar al difunto José Mocellini, primer galeno de Chamical.
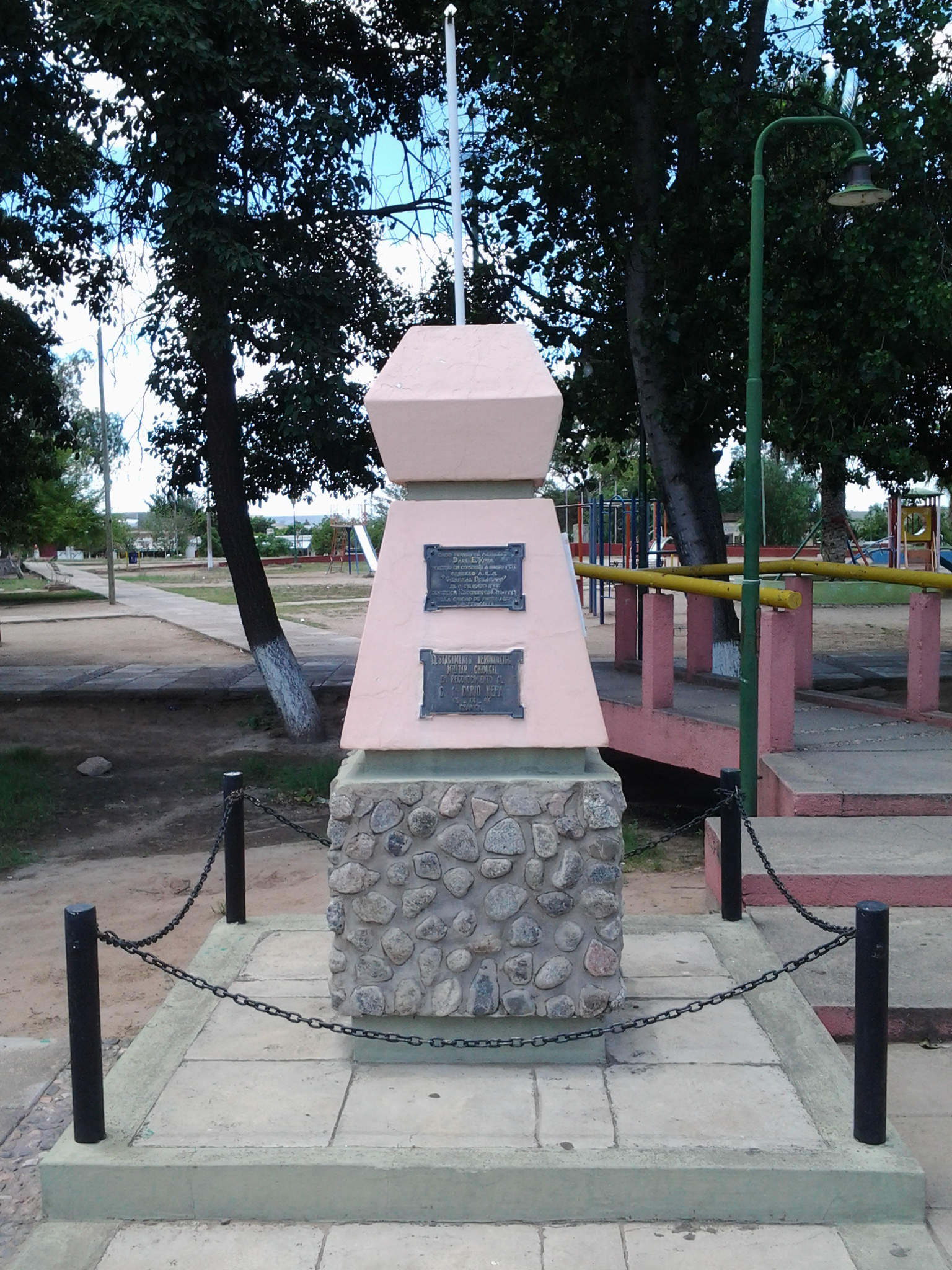
Recordatorio erigido para honrar al militar local Darío Vera, muerto en acción durante la Guerra de Malvinas.
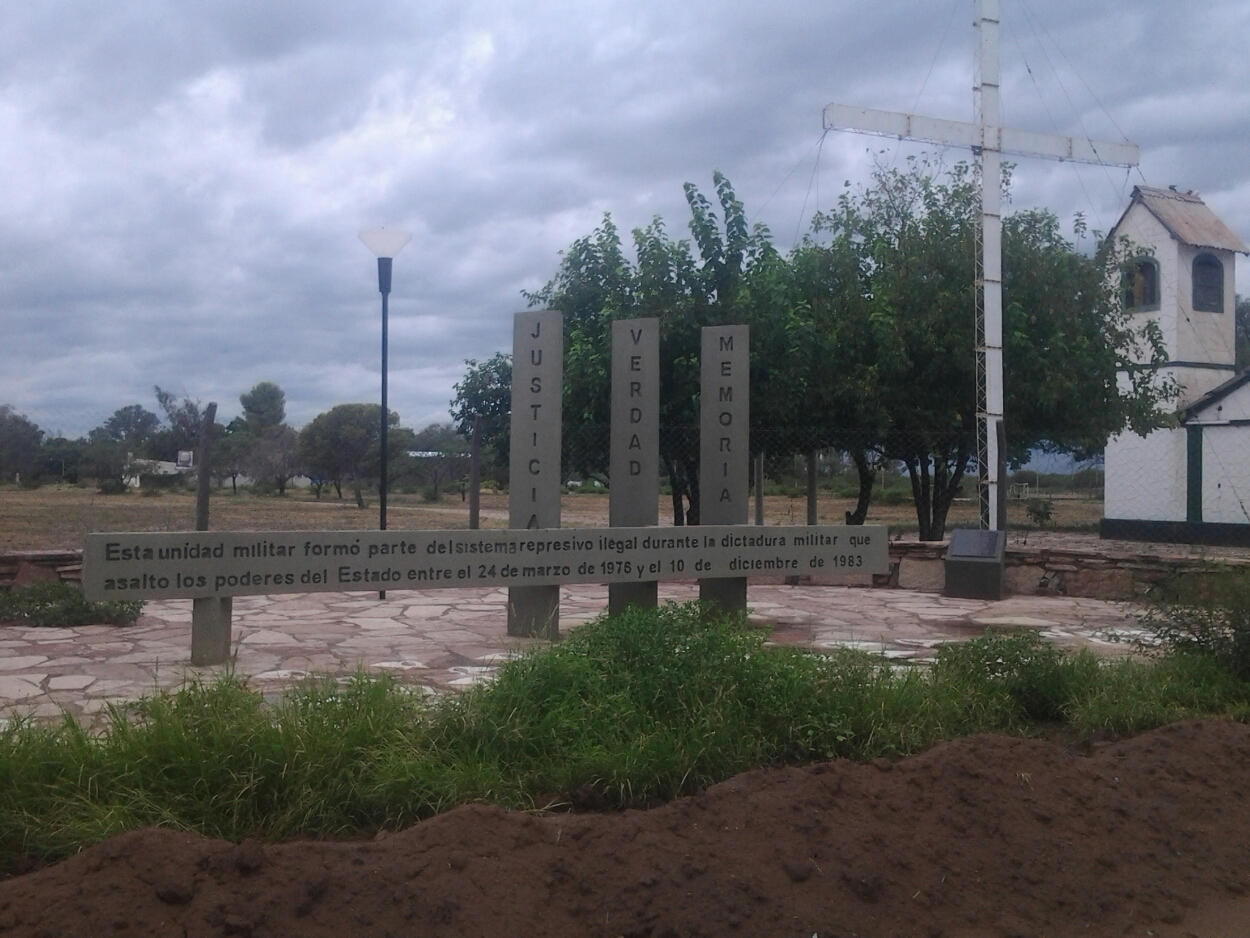
Marcador histórico emplazado junto a la unidad militar existente en Chamical. El mismo le recuerda a la posteridad que esta instalación militar fue indebidamente utilizada como un black site por el sanguinario régimen apodado "El Proceso".
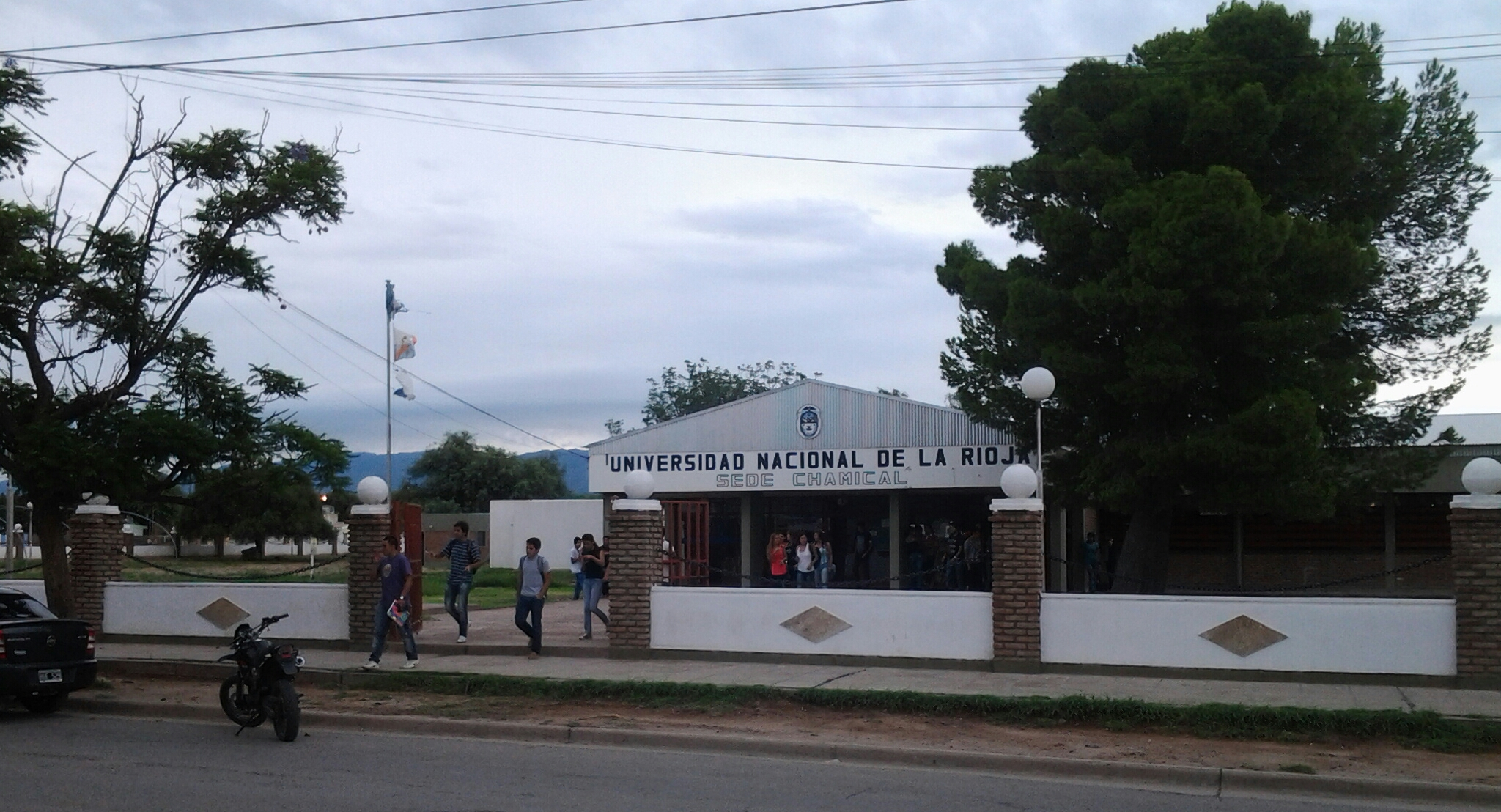
La sede Chamical de la UNLAR (Universidad Nacional de La Rioja) atrae a un buen número de estudiantes procedentes de todo el país.
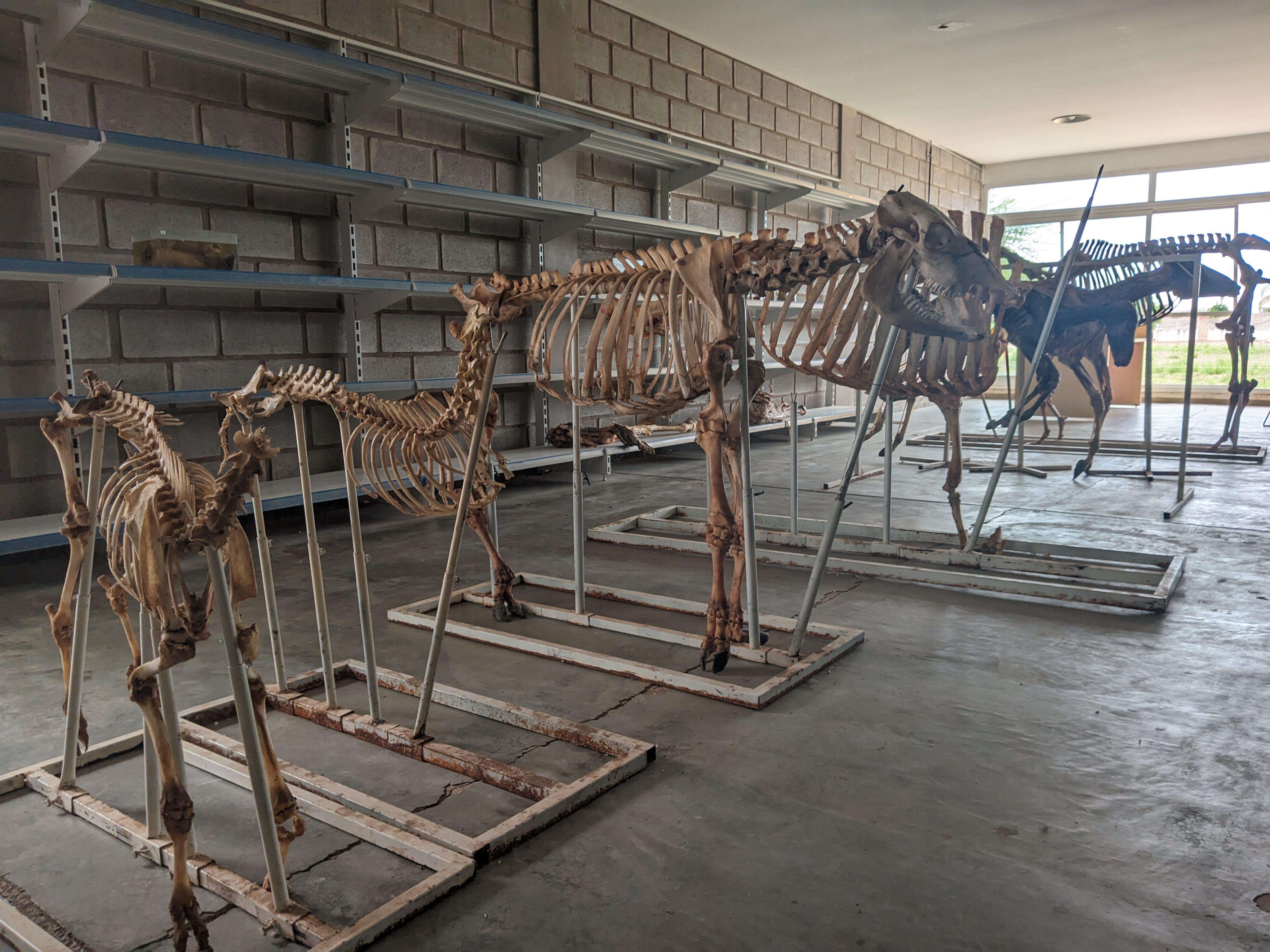
Esqueletos de herbívoro exhibidos en el museo veterinario de la UNLaR sede Chamical.
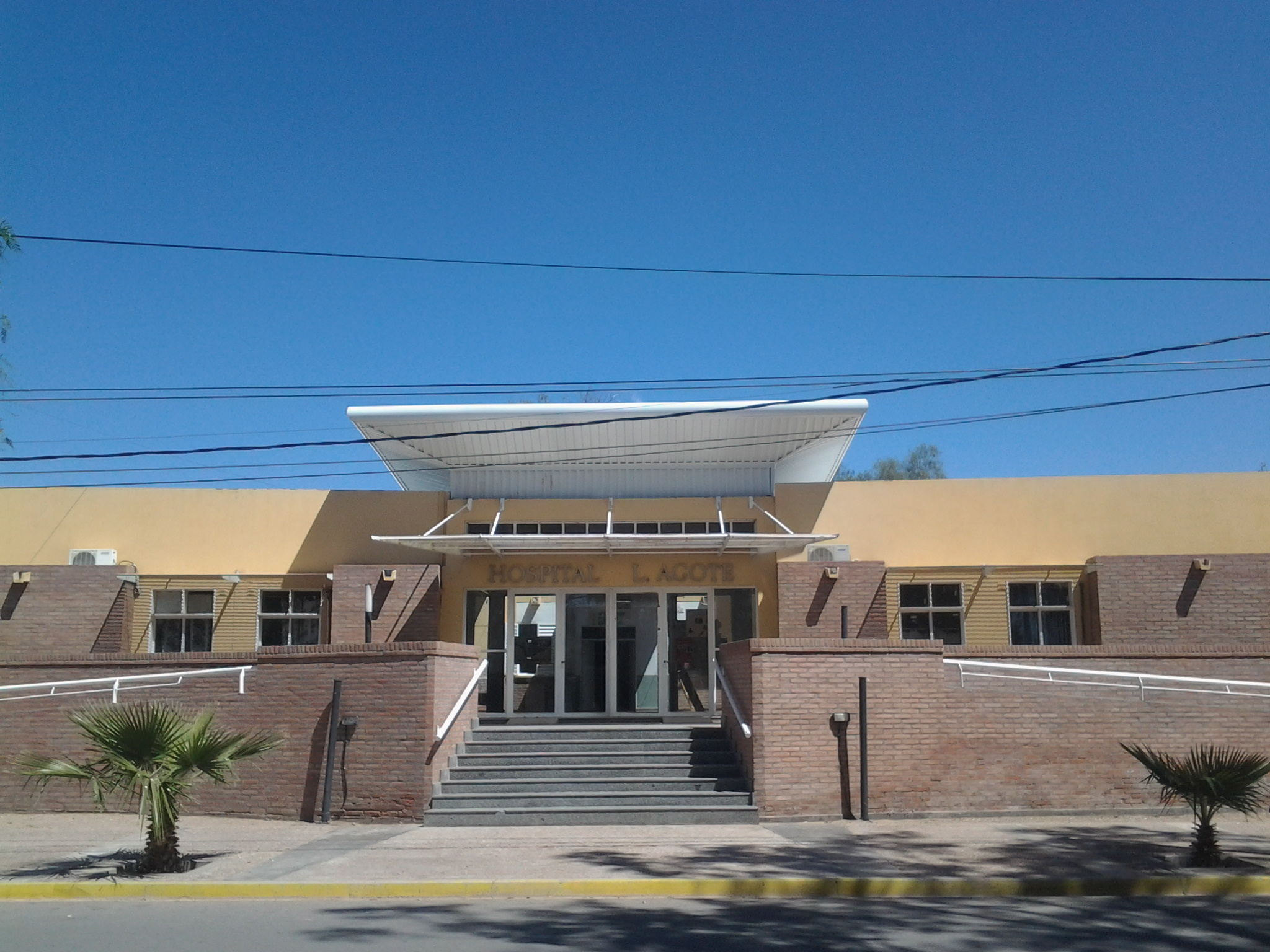
Fachada del Hospital Luis Agote (denominado así en homenaje al eminente galeno argentino). Este nosocomio es el más importante de los Llanos Riojanos (Zona Sanitaria #5).

## Parroquias de la Iglesia católica en Chamical
| Diócesis  | La Rioja    |
| --------- | ----------- |
| Parroquia | El Salvador |

## Ciudades hermanadas
- Forlì, Italia
- Funes, Italia
- Lussac, Francia